# Mã Siêu
Mã Siêu (chữ Hán: 馬超, bính âm: Mǎ Chāo, 176-222), tự Mạnh Khởi (孟起), là một võ tướng cuối thời Đông Hán, đầu đời Tam Quốc trong lịch sử Trung Quốc. Ông mang trong mình dòng máu người Hán lai người Khương, và được cho là hậu duệ của tướng Mã Viện nhà Đông Hán.
Đương thời Mã Siêu được ca ngợi là võ dũng hơn người, nhưng bị nhiều người phê phán vì thói hung hăng thô bạo (do ảnh hưởng của việc từ nhỏ sống với người Khương) và những hành động thiếu cân nhắc như nổi dậy chống Tào Tháo, khiến gia đình đều bị Tào Tháo giết. Trong Ích Châu kỳ cựu truyện, Thái thú Thục quận là Vương Thương đánh giá Mã Siêu là kẻ "dũng mãnh mà bất nhân, thấy lợi không kể đến tình nghĩa". Trong cuốn sử Tam quốc chí, Trần Thọ cho rằng Mã Siêu là "kẻ ngông cuồng, tự đại, cuối cùng khiến cả họ tộc bị diệt vong".
Trong tiểu thuyết Tam quốc diễn nghĩa được viết vào thế kỷ 14, Mã Siêu cũng như Mã Đằng, Hàn Toại được tác giả La Quán Trung tô son và sửa đổi, thêm thắt khá nhiều: Siêu có biệt danh là "Cẩm Mã Siêu", khởi binh trả thù cho cha chứ không phải làm phản khiến cha bị giết, chiếm được thành Trường An, truy sát khiến Tào Tháo phải cắt râu vứt áo để trốn (thực tế Tào Tháo thoát được là nhờ được Hứa Chử cứu chứ không phải do cắt râu vứt áo), tỷ thí võ nghệ với Hứa Chử và Trương Phi (hai trận đấu này là hư cấu không có thật), và cuối cùng trở thành một trong ngũ hổ tướng của nhà Thục Hán bao gồm Quan Vũ, Trương Phi, Triệu Vân, Hoàng Trung (Ngũ hổ tướng là chức danh hư cấu, nhưng đúng là Mã Siêu là 1 trong 4 tướng được Lưu Bị phong chức vị cao nhất, còn Triệu Vân được Trần Thọ đặc cách xếp chung với bọn Quan Trương Mã Hoàng vào một quyển trong phần Thục chí).

## Thân thế

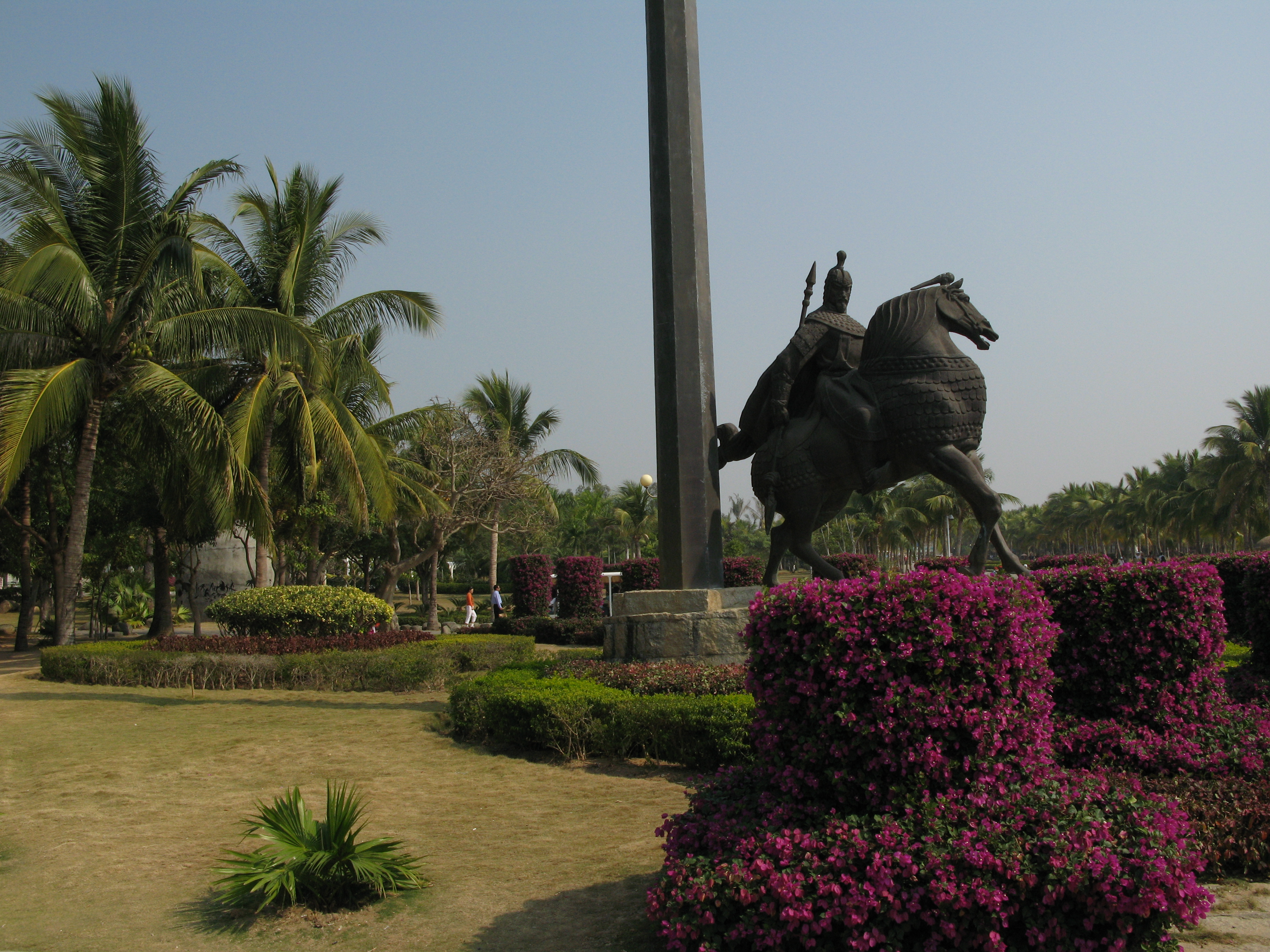
Mã Viện, được cho là tổ tiên của Mã Siêu

Mã Siêu sinh năm 176 tại quận (Hữu) Phù Phong huyện Mậu Lăng, vùng Lũng Môn nay thuộc tỉnh Thiểm Tây. Ông là con trai trưởng của Mã Đằng, ngoài ra có hai người em trai ruột là Mã Hưu, Mã Thiết và người anh em họ là Mã Đại.
Ông nội Mã Siêu là Mã Túc thuộc dòng dõi Mã Viện, làm quan huyện úy các huyện Lan Can, Thiên Thủy, sau mắc tội bị đày đến Lũng Tây, sống cùng với người Khương. Mã Túc bần hàn, phải lấy vợ người vợ Khương và sinh ra Mã Đằng, nên Mã Siêu là con lai giữa người Hán và vợ Khương.
Cha Mã Siêu là Mã Đằng thuở nhỏ nghèo hèn, kiếm sống bằng nghề đốn củi ở núi Chương, sau tòng quân, dẹp loạn có công được thăng Tòng Sự, Quân Tư mã, rồi Chinh Đông tướng quân. Khi Hàn Toại làm phản giết thứ sử Lương Châu là Cảnh Bỉ, Mã Đằng cũng làm phản rồi kết thân với Hàn Toại, chia nhau cát cứ ở Lương Châu.
Mã Đằng và Hàn Toại ban đầu rất thân thiết, sau lại cho bộ khúc thâm nhập đất của nhau, đổi thành thù địch. Mã Đằng đánh Hàn Toại, chiếm đất. Toại bỏ chạy, sau đó lại họp binh quay lại đánh Đằng, giết vợ con của Đằng, hai bên trở thành thâm thù không hoà giải nổi.
Trong tiểu thuyết Tam quốc diễn nghĩa, nhân vật Mã Đằng là trung thần nhà Hán, không phải là tiều phu đốn củi lai rợ Khương mà là "đời đời công hầu". Chuyện Mã Đằng và Hàn Toại trở mặt giết vợ con của nhau cũng bị lượt bỏ.

## Theo Tào đánh họ Viên

### Bối cảnh
Năm 204, Thừa tướng Tào Tháo nhà Hán truy quét tàn quân Hà Bắc là Viên Đàm, Viên Thượng (các con của Viên Thiệu) ở vùng Lê Dương. Để giải tỏa áp lực cho vùng Lê Dương, Viên Đàm phái Quách Viện, Cao Cán tấn công vùng Hà Đông để phân chia binh lực Tào Tháo. Tào Tháo cử quan Tư Lệ hiệu uý Chung Do trấn thủ Quan Trung để đồng thời đốc suất các chư tướng  Quan Trung cùng hợp sức đánh dẹp Cao Cán, Quách Viện.
Chung Do gửi thư cho Mã Đằng, Hàn Toại khi đó đang có xung đột, phân tích lợi hại và yêu cầu hai bên hòa giải và cũng đề nghị Mã Đằng xuất quân phối hợp thảo phạt Quách Viện và Cao Cán. Thừa tướng Tào Tháo ở Hứa Đô cũng đã yêu cầu Mã Siêu với tư cách là con trưởng của Mã Đằng về Hứa Đô. Tuy nhiên, Mã Siêu kiên quyết không chịu đến kinh đô mà ở lại Tây Lương để chuẩn bị tham gia các chiến dịch quân sự.
Mã Siêu được Mã Đằng cử làm chỉ huy quân Tây Lương phối hợp với quân triều đình theo Chung Do đi đánh Quách Viện, Cao Cán ở Bình Dương. Mã Siêu lĩnh mệnh dẫn quân chiến đấu, Bàng Đức cũng được cử làm bộ tướng cho Mã Siêu đi theo ông trong chiến dịch này. Để ghi nhận sự hỗ trợ này, triều đình nhà Hán đã phong Mã Siêu làm Tư Lệ Hiệu uý Đốc quân Tòng sự (ngang với chức vụ của Chung Do), làm tư lệnh quân Tây Lương trong chiến dịch này.

### Chém tướng lập công
Trong trận đánh này, liên minh giữa quân đội triều đình với sự hỗ trợ của quân Tây Lương do Mã Siêu chỉ huy đã giao tranh quyết liệt với quân họ Viên. Mã Siêu lập công đầu trong việc xông pha trận mạc, chém tướng và lập công đầu, đem lại thắng lợi quyết định cho chiến dịch.
Lúc đánh dẹp Quách Viện, chiến sự diễn ra ác liệt, quân họ Viên dựa vào cung nỏ kháng cự quyết liệt với liên quân Tào – Tây Lương. Trong lúc chiến đấu hỗn loạn, Mã Siêu bị tên có tẩm độc bắn trúng vào chân nhưng ông vẫn xông pha chém giết, bất chấp thương thế trầm trọng, vẫn "cứ mặc kệ chân bị sưng tấy mà chiến đấu, phá được địch, chém lấy thủ cấp của Quách Viện", anh dũng vô địch lập được công đầu. Chiến công này có ý nghĩa bản lề đối với sự nghiệp của Mã Siêu, qua trận chiến này uy danh của ông đã tăng lên đáng kể trong quân đội Tây Lương, làm tiền đề căn bản để ông thay thế cha trở thành một thế lực cát cứ tại đây.

#### Công của Mã Siêu hay Bàng Đức

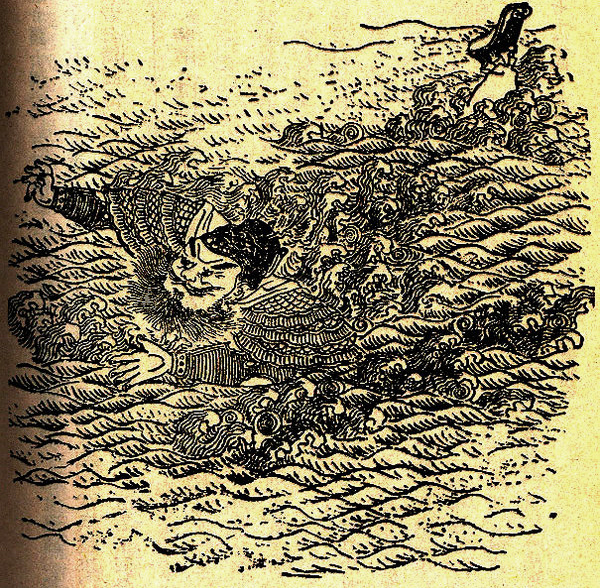
Bàng Đức viên tướng tiên phong trong chiến dịch

Việc Mã Siêu làm tiên phong và xông pha chiến đấu, phá tan được quân nổi loạn, tiêu diệt được chỉ huy phiến quân các sử sách đề thống nhất ghi nhận. Tuy nhiên việc xác định ai là người chém đầu Quách Viên sử sách chép không thống nhất với nhau.
Tam quốc chí dẫn lại ghi chép của "Điển lược" thì viên chỉ huy Quách Viện do đích thân Mã Siêu chém chết. Nhưng theo Tam quốc chí thì người chém Quách Viên là Bàng Đức. Tam quốc chí đã hai lần khẳng định chi tiết này trong Mã Siêu truyện và Bàng Đức truyện, theo đó, bộ tướng của Mã Siêu đã chém được Quách Viên, cắt lấy thủ cấp, trong trận đánh này, Bàng Đức "làm tiên phong, tiến đánh Viên, Cán, đại phá quân địch, đích thân chém đầu Viên".
Ngoài ra, Nguỵ lược chép rất chi tiết về sự kiện này. Theo đó, "Đức chém được một thủ cấp, không biết đó là Viên. Sau khi tan cuộc chiến, chúng nhân đều nói Viên đã chết mà không tìm được thủ cấp. Viên là ngoại sanh (cháu gọi cậu) của Chung Do. Về sau Đức từ từ bỏ cái túi xuống thì bên trong có một cái đầu rơi ra, Do nhìn thấy cái đầu ấy liền khóc. Đức tạ lỗi với Do, Do nói: "Viên tuy là cháu ta, nhưng là kẻ quốc tặc. ông hà cớ gì mà tạ ta?". Tam Quốc chí phần Bàng Đức truyện cũng chép rằng sau trận đánh này Bàng Đức được thăng chức từ Hiệu úy lên Trung Lang tướng và sau đó được nhận tước Đô Đình hầu.

### Được phong chức tước
Sau thắng lợi quan trọng này, triều đình nhà Hán lúc này do Tào Tháo thao túng đã xuống chiếu phong cho Mã Siêu làm Từ Châu Thứ sử, sau đó lại tiếp tục bái ông làm Gián Nghị đại phu. Các chức tước này đủ đảm bảo địa vị pháp lý chính danh cho Mã Siêu trở thành một lãnh chúa tối cao ở Tây Lương sau này.
Điều đó cho thấy thái độ của triều đình trung ương đối với Tây Lương và Mã Siêu mặc dù các chức tước này thực chất chỉ là hình thức vì Mã Siêu thực tế đang ở tận "xó Tây Lương hẻo lánh" không thể tiếp quản Từ Châu được, và cũng không thể can gián nhà vua, nói điều phải với vua khi ở ngoài biên ải.

## Hùng cứ ở Tây Lương

### Mã Đằng vào kinh quy phục
Để đối phó với thế lực Tây Lương đang trỗi dậy, nhà Hán đã thực hiện chính sách hai mặt. Một mặt thực hiện việc vỗ về, tưởng thưởng cho các lực lượng cát cứ ở đây thông qua việc ban thưởng nhiều chức tước, các chính sách vỗ về này nhằm làm cho các lực lượng ở Tây Lương mất cảnh giác để thừa cơ tấn công. Mặt khác, nhà Hán cố tình kích động các thế lực cát cứ cấu xé lẫn nhau làm suy yếu lực lượng đồng thời tìm mọi lý do để xuất quân trấn áp.
Hai thế lực lớn nhất ở Tây Lương hiện giờ là Mã Đằng và Hàn Toại. So với Hàn Toại thì Mã Đằng tỏ ra là nhân vật nguy hiểm hơn đối với nhà Hán vì ông ta đã xây dựng cho mình một lực lượng hùng hậu, uy tín cao đối với các dân tộc thiểu số ở đây.
Nhà Hán đã tập trung đối phó với Mã Đằng, kích động các lực lượng cát cứ khác tập trung mũi nhọn vào Mã Đằng. Tam Quốc chí còn cho biết Mã Đằng với Hàn Toại đã kết nghĩa anh em nhưng sau đó hóa ra thành thù hận, cho quân xâm lấn lãnh thổ lẫn nhau, giết hại vợ con lẫn nhau… 
Với những áp lực liên tục như vậy mặt khác vì tuổi đã cao và nhận thấy những hứa hẹn của triều đình nên Mã Đằng cùng gia tộc hơn 200 người đã xin về kinh sư vào năm Kiến An thứ 10 (năm 208 Công nguyên). Sau khi về kinh, Mã Đằng được bổ nhiệm làm Vệ Úy (nhưng ông ta chỉ xin làm chức Túc vệ), triều đình lại tiếp tục phong chức cho hai người em trai của Mã Siêu, Mã Hưu được phong làm Phụng xa Đô úy, Mã Thiết làm Kỵ Đô úy. Ngoài ra gia thuộc họ Mã được dời khỏi Tây Lương chuyển đến định cư huyện Nghiệp (cư trú tại Nghiệp Thành).
Tuy Mã Đằng đã quy thuận triều đình, chuyển về sống ở kinh thành nhưng Mã Siêu vẫn quyết tâm ở lại Tây Lương, quyết tâm cát cứ tại Tây Lương. Trước đây Tào Tháo đã từng cho mời Mã Siêu về kinh nhưng ông kiên quyết từ chối mà ở lại Tây Lương tham gia chiến dịch dẹp loạn Quách Viên, Cao Cán.

### Cát cứ Tây Lương
Triều đình nhà Hán buộc phải thừa nhận chính thức địa vị kế thừa của Mã Siêu đối với gia tộc họ Mã ở Tây Lương. Bên cạnh các chức tước đã ban cho Mã Siêu sau chiến công hiển hách, nhân việc Mã Đằng đã về kinh thành, Hán Hiến đế đã xuống chiếu phong cho Mã Siêu là Thiên Tướng quân, (Chữ Thiên này có nghĩa là "một bên", chứ không phải là "trời" vì vậy Thiên tướng quân phải được hiểu là vị tướng dứng tháp tùng hai bên tả, hữu chứ không phải là tướng nhà trời) đồng thời cũng phong tước Đô Đình hầu cho ông, để ông nắm giữ những binh lính cũ trong doanh của Mã Đằng. Như vậy, về cơ bản Mã Siêu đã nắm hoàn toàn thực quyền về quân sự của gia tộc họ Mã, được ban thưởng nhiều chức tước quan trọng, giúp ông hoàn toàn thay thế Mã Đằng để trở thành một thế lực quân phiệt mạnh nhất ở vùng Tây Lương.
Sau đó ông ta không ngừng xây dựng lực lượng cát cứ, tập hợp lực lượng, liên kết nhân mã. Mã Siêu được sự giúp sức rất lớn của võ tướng Bàng Đức, sau khi Mã Đằng được vời về làm Vệ úy, Bàng Đức ở lại làm thuộc hạ của Mã Siêu. Ngoài ra, người em họ của Mã Siêu là Mã Đại cũng tình nguyện ở lại Tây Lương phục vụ dưới trướng của anh mình, góp sức cho Mã Siêu. Sức ảnh hưởng của ông hơn hẳn cha mình, ông đã trở thành một thế lực quân phiệt mạnh nhất ở vùng Lương Châu. Tam Quốc chí cho biết: "Phiêu Kỵ quật khởi, liên kết các nơi, tập hợp thủ hạ, đứng đầu Tam Tần". (Tam Tần: Hạng Vũ diệt Tần, phong Chương Hàm làm Ung Vương, Tư Mã Hân làm Tắc Vương, Đổng Ế làm Định Vương, gọi chung là Tam Tần. Đời sau thay đổi gọi Thiểm Bắc, Quan Trung, Thiểm Nam là Tam Tần đây là địa bàn của Mã Siêu)
Việc Mã Siêu thay cha trở thành một thế lực cát cứ ở Tây Lương làm cho các thế lực ở vùng Lương Châu trở nên cân bằng như cũ. Một bên là Mã Siêu cát cứ ở Tây Lương bên kia là Hàn Toại–Thái thú Tây Kinh, hiện đang trấn giữ ở Kim Thành. Hàn Toại có mối quan hệ thân thiết với các lực lượng khác trong vùng. Trong Tam Quốc diễn nghĩa, những người chỉ huy các lực lượng cát cứ tại Tây Lương được mô tả là bộ tướng của Hàn Toại. Bên cạnh việc cát cứ, li khai, Mã Siêu và các lực lượng khác đề ủng hộ Hán Hiến đế, coi mình là chư hầu của nhà Hán và thực hiện việc cống nạp định kỳ đầy đủ cho nhà Hán để triều đình không thể có lý để xuất quân trấn áp họ một cách danh chính ngôn thuận

### Ý đồ liên minh với Lưu Chương
Dù đã vươn lên trở thành một lãnh chúa cát cứ hùng mạnh nhất ở Tây Lương, nhưng Mã Siêu không dừng lại ở đó, ông muốn gây ảnh hưởng để vươn thế lực đến vùng Ích Châu, nơi được đánh giá là dồi dào về sản vật, dân đông, nhiều nhân tài, lại ở cách xa với trung tâm quyền lực, không chịu ảnh hưởng của các cuộc chiến tranh hay nói một cách khác là "ốc đảo hòa bình", thuận lợi để lập cơ nghiệp lớn.
Mã Siêu đã gởi thư đến cho lãnh chúa Lưu Chương ở Ích châu, tỏ ý muốn liên hợp với Thục (tức vùng Tứ Xuyên của Lưu Chương) kết thành thế môi răng. Tuy nhiên, một số thuộc hạ của Lưu Chương trong đó có Thái thú Thục quận là Cương Thương đã biết được ý đồ này và phản đối kịch liệt với Lưu Chương để ông này từ bỏ hẳn ý định liên kết với Tây Lương khiến cho ý định của Mã Siêu không thể thực hiện được.
Tam Quốc chí dẫn lại ghi chép của Ích châu kỳ cựu truyện: Đến con Đằng là Siêu lại cùng Chương gửi thư cho nhau, có ý muốn liên hợp với Thục. Thương bảo Chương rằng: 
| “ | Siêu dũng mãnh mà bất nhân, thấy lợi không kể đến tình nghĩa, không thể kết làm môi răng được. Lão Tử nói: 'Thế mạnh của quốc gia, không thể đem cho người.' Nay Ích Châu này, dân nhiều tướng giỏi, sản vật đầy đủ, lại xa cách những kẻ hiểm ác có lòng khuynh đảo phản phúc. Bọn Siêu vì thế mà nhòm ngó phía tây. Giả sử lôi kéo thân gần bọn chúng, thì cũng như nuôi hổ, chẳng khác nào tự gieo mầm hoạ. | ” |

Chương theo lời Thương, cự tuyệt Siêu.

## Dấy binh tạo phản, hại chết cả họ

### Nguyên nhân
Mùa xuân tháng 3 năm Kiến An thứ 16 (năm 211 Công Nguyên), Tào Tháo cử Tư lệ Hiệu uý Chung Do và Chinh tây Hộ quân Hạ Hầu Uyên đem quân đi đánh Trương Lỗ đang trấn thủ ở Đông Xuyên, thảo phạt Hán Trung.
Theo các sử gia, ý đồ của Tào Tháo có thể là, nếu muốn đến Hán Trung thì phải đi qua Quan Trung, đại quân tiến về phía tây trên danh nghĩa là đi đánh Trương Lỗ, nhưng thực chất là gây sức ép với Mã Siêu, Hàn Toại gây nghi ngờ triều đình đánh mình từ đó có thể kích động sự chống đối của chư hầu đến lúc đó triều đình sẽ có lý do chính đáng để xuất quân chinh phạt Tây Lương
Sự kiện triều đình phái Chung Do và Hạ Hầu Uyên đem quân đi đánh Hán Trung trong lộ trình có mượn đường đi qua Quan Trung quả nhiên đã làm Mã Siêu và các lãnh chúa ở đây lo ngại. Họ nhận định triều đình không đánh họ ở chỗ gần mà đánh Trương Lỗ ở xa, nghi ngờ đây là kế "đánh Quắc để diệt Ngu", Mã Siêu cùng Hàn Toại với các tướng lĩnh Quan Trung khởi binh chống lại triều đình. Đây là sự kiện chính dẫn đến trận chiến Đồng Quan, một dấu ấn quan trọng trong cuộc đời binh nghiệp của Mã Siêu.
Tam quốc chí chép laị sự kiện này như sau: Siêu đã nắm được toàn quân, bèn cùng với Hàn Toại hợp quân, lại gặp được bọn Dương Thu, Lý Kham, Thành Nghi mới cùng câu kết với nhau, tiến quân đến Đồng Quan và cho rằng chính Mã Siêu cùng các tướng lĩnh ở Tây Lương làm phản triều đình. Có thể thấy, mặc dù toàn bộ gia tộc đang ở triều đình nhưng Mã Siêu vẫn khởi binh phát động chiến tranh tại Đồng Quan.
"Ngụy lược" ghi rằng Mã Siêu đã gửi thư cho Hàn Toại, nói: "Trước đây Chung Do bảo tôi hãm hại ngài, tôi đã biết người phía đông ải Đồng Quan đều không đáng tin. Giờ tôi từ bỏ cha mình, sẵn lòng nhận ngài làm cha, ngài cũng nên nhận tôi làm con." Dương Hưng khuyên Hàn Toại không nên liên kết với Mã Siêu, nhưng Toại không nghe.

### Đại chiến Đồng Quan
Năm 211, Mã Siêu và Hàn Toại cùng với tám tướng ở vùng Quan Trung hợp thành liên minh Quan Trung để chống lại triều đình với hơn 10 vạn binh mã các lộ quân. Quân đội triều đình nhà Hán do Tào Tháo thống lĩnh cũng đã cử nhiều tướng tài tham chiến như: Hứa Chử, Hạ Hầu Uyên, Từ Hoảng, Trương Cáp, Tào Nhân, Chu Linh…
Hai bên tham chiến đã có những trận đụng độ quyết liệt ở Đồng Quan, Vị Thủy, Vị Nam, Đồ Bản… Sử sách cho biết Mã Siêu đã cầm cự bất phân thắng bại với Tào Tháo, "giữ vững Hà, Đồng".

#### Bất đồng về chiến thuật với Hàn Toại
"Sơn Dương công tái ký" ghi rằng Mã Siêu khuyên Hàn Toại nên đóng quân giữ bờ bắc sông Vị Thủy không cho địch qua sông, khi nào quân Tào hết lương sẽ tự rút lui, Hàn Toại không nghe, quyết để quân Tào qua sông rồi mới đối mặt đánh nhau.
Khi nghe chuyện này, Tào Tháo thốt lên rằng: "Thằng ranh họ Mã chẳng chết, ta chết không có đất mà chôn."
Tiểu thuyết Tam quốc diễn nghĩa nhân câu nói đó thêu dệt nên chuyện Mã Siêu anh dũng, thắng nhiều tướng Tào trong các trận giao chiến tay đôi hư cấu, đâm chết Lý Thông (người từng đánh bại Quan Vũ, đã bị bệnh mất từ năm 209), liên tục đánh bại quân Tào khiến làm cho Tào Tháo phải "cắt râu, vứt áo ở Đồng Quan". Trong các sự kiện hư cấu này, nếu không nhờ nhân vật Tào Hồng thì nhân vật Mã Siêu đã giết được nhân vật Tào Tháo.

#### Đối mặt với Hứa Chử
Từ Hoảng hiến kế vượt sông để đánh bọc vào sườn của liên quân Quan Trung, theo đó Tào Tháo sẽ vượt bờ bắc sông Vị Thủy chặn đường lui của quân Tây Lương. Đại quân đã đi trước, Tháo vào Hổ vệ quân qua sau, bất ngờ bị Mã Siêu dẫn kỵ binh tập kích. Quân Tây Lương bám vào thuyền khiến thuyền sắp lật, Hứa Chử một tay lấy yên ngựa làm khiên che tên cho Tào Tháo, tay kia chém địch đang bu vào thuyền. Người lái tàu bị bắn chết, Chử một tay lấy sào chống thuyền đẩy ra ngoài xa, cứu mạng Tào Tháo.
Sau vài trận giao chiến nhỏ, Tào Tháo và Mã Siêu, Hàn Toại gặp nhau để đàm phán. Siêu tự tin nghĩ rằng mình có thể xông tới bắt Tào Tháo ngay trước trận, nhưng thấy một cận vệ to lớn đứng cạnh ông ta, mới hỏi rằng: "Hổ Hầu của ngài có ở đây chăng?" Tháo đưa tay trỏ Hứa Chử, Chử trừng mắt nhìn Mã Siêu, khiến Siêu không dám manh động. Quân Tào từ đó nhân biết Hứa Chử không được thông minh lắm nên gọi ông ta là "Hổ si" (hổ ngốc).
Tam quốc diễn nghĩa hư cấu ra chuyện Mã Siêu đại chiến Hứa Chử bất phân thắng bại, Chử cởi trần ra vẫn không đánh thắng nổi Siêu.

### Trúng kế ly gián, bại binh bỏ chạy
Quân Tây Lương do Mã Siêu chỉ huy vẫn bất phân thắng bại với quân triều đình, nhiều phen gây khốn đốn cho Tào Tháo. Cuối cùng, Tào Tháo dùng mưu xóa thư của Giả Hủ, ly gián Mã Siêu, Hàn Toại, khiến họ nghi ngờ lẫn nhau, dẫn đến sự thất bại của liên quân Quan Trung.
Trận Đồng Quan kết thúc với sự thất bại của Mã Siêu. Ông bị Tào Tháo truy kích đến tận An Định, bỏ chạy lẩn trốn vào chỗ các tộc người Nhung. Hàn Toại cũng rút lui, sau này tiếp tục bị Hạ Hầu Uyên đánh bại, rồi bị thủ hạ ám sát, cắt đầu dâng cho Tào Tháo.
Tam quốc diễn nghĩa hư cấu ra chuyện Mã Siêu một mình giết chết vài tướng của Hàn Toại, và chém đứt cánh tay của ông. Nhân vật Hàn Toại được sống sót nhưng trở thành phế nhân.

### Họ Mã bị tru di tam tộc
Năm 212, Tào Tháo dẹp xong Mã Siêu trở về Hứa Xương, nhân danh Hiến Đế hạ lệnh giết chết Mã Đằng, tru di tam tộc, giết hết những người cùng họ Mã ở kinh thành. Năm đó Mã Đằng 57 tuổi.
Trong Tam quốc diễn nghĩa, nhằm bào chữa cho việc nhân vật Mã Siêu nổi dậy khiến Tào Tháo có cớ hại chết cha em của Siêu, La Quán Trung thêu dệt nên tình tiết hư cấu rằng khi Mã Đằng vào triều, thấy Tào Tháo chuyên quyền nên cùng Đổng Thừa, Lưu Bị bàn mưu giết Tào Tháo. Âm mưu bị lộ và Mã Đằng cùng các con bị giết, sau đó Mã Siêu mới khởi binh báo thù.
Theo sử sách thì gia tộc của Mã Đằng hơn hai trăm nhân khẩu không ai trốn thoát, chỉ có Mã Siêu và Mã Đại rút về Lũng Thượng thì mới tránh được họa sát thân.
Trong thời gian gần đây đã có nghiên cứu chứng minh được còn một số hậu duệ trực hệ của Mã Đằng, Mã Siêu là Mã Kháng chạy thoát được sang Ba Tư và định cư ở Armenia, lập nên tộc Mamikonean.

## Mưu đồ phục hận, vợ con bị giết
Sau khi chiến thắng trước Mã Siêu và bình định được vùng Lương Châu, Tào Tháo rút quân về phía Đông. Trước khi đi, ông ta cắt cử các thuộc hạ thân tín trấn giữ các cứ điểm ở vùng Lũng Thượng. Quan trấn thủ ở vùng Lũng Thượng là Dương Phụ cảnh báo với Tào Tháo về mối nguy hiểm thường trực của Mã Siêu đối với an ninh của vùng Lũng Thượng: "Siêu có cái dũng của Tín, Bố, rất được lòng người Khương, Hồ. Ví như đại quân quay về, nơi đây chẳng thể phòng bị nghiêm ngặt, các quận Lũng thượng sẽ chẳng còn của quốc gia nữa." Tuy vậy, tình thế buộc Tào Tháo phải rút quân về phía Bắc, bỏ lỏng mặt trận ở Lũng Thượng. Việc phòng bị không thể nghiêm ngặt như trước mà giao cho các viên quan ở địa phương này phụ trách.

### Tập kích Lũng Thượng
Nhân cơ hội, Mã Siêu lúc này đang tị nạn ở lãnh thổ của dân tộc Nhung và xây dựng lực lượng chờ ngày báo thù, phục hận lập tức đốc xuất quân đội của bộ tộc này tấn công các quận, huyện của ở Lũng thượng để tái chiếm vùng này. Mã Siêu vốn có uy tín đối với các dân tộc thiểu số ở vùng này nên khi hiệu triệu lực lượng và phát động chiến tranh, các quận huyện Lũng thượng đều hưởng ứng. Năm 212, quân nổi dậy dưới sự lãnh đạo của Mã Siêu đã tấn công quyết liệt vào các thành trì của nhà Hán, chỉ trừ Ký Thành là nơi cuối cùng mà các quan viên Lương châu cố thủ.

#### Đánh chiếm Ký Thành, giết cả nhà Vi Khang
Siêu nắm hết quân đội Lũng Hữu, lại được Trương Lỗ sai đại tướng trợ giúp, có hơn vạn người, đến đánh Ký Thành. Dương Phụ cùng em họ Dương Nhạc huy động con em tông tộc tòng quân, được hơn ngàn người chống lại Mã Siêu. Từ tháng giêng đến tháng 8 năm Kiến An thứ 17 (212) quân Hán kiên thủ, không có viện binh. Quan biệt giá Diêm Ôn lặn dưới hào nước đi cầu cứu, bị Mã Siêu bắt được. Siêu dùng mọi thủ đoạn để dụ dỗ người này làm nội ứng chỉ đường xâm nhập thành nhưng đã bị từ chối kịch liệt. Mã Siêu nổi giận giết Diêm Ôn, và tiếp tục chiến dịch bao vây thành.
Các quan thứ sử, thái thú sợ hãi, muốn đầu hàng. Dương Phụ gào khóc can ngăn, nhưng bọn họ không nghe, mở cửa thành đón Mã Siêu. Siêu vào thành liền bắt giữ Dương Nhạc, giết luôn thái thú và cả nhà thứ sử Vi Khang hơn bốn mươi người. Sau khi chiếm cứ được Ký thành, lực lượng của Mã Siêu trở nên lớn mạnh hơn hẳn khiến ông ta nghĩ đến việc khôi phục lại Tây Lương và tấn công vào nhà Hán một lần nữa. Mã Siêu tự xưng là Chinh Tây tướng quân, tự lĩnh chức Tinh Châu mục, đốc xuất việc quân ở Lương châu. Dưới trướng của Mã Siêu còn có Mã Đại và Bàng Đức, Bàng Đức được giao phụ trách việc phòng thủ Ký Thành.

### Mất Ký Thành, nương nhờ Trương Lỗ
Vì cần có nhân sự để tổ chức xây dựng lực lượng nên Mã Siêu đã chấp nhận và trọng dụng những hàng tướng và thân cận cũ của Vi Khang như Triệu Ngang, Khương Tự, Lương Khoan, Triệu Cù và Dương Phụ. Tuy nhiên, những viên quan người Hán này vẫn một lòng muốn báo thù cho cả nhà Vi Khang, âm thầm câu kết với nhau lập kế hoạch chống lại Mã Siêu. Mã Siêu bắt con của Triệu Ngang là Triệu Nguyệt làm con tin để ép Ngang phải phục tùng mình. Triệu Ngang về hỏi ý vợ là Vương Dị, vợ nói: "Đem thân vì trung nghĩa, rửa nỗi nhục lớn cho chủ cha, vùi thân mình còn chẳng cho là trọng, huống chi là một đứa con?" Triệu Ngang bèn quyết tâm đánh Mã Siêu.
Dương Phụ và Lương Tự khởi binh tại Lỗ Thành, một địa điểm quan trọng cạnh Ký thành. Mã Siêu trúng kế, huy động toàn bộ lực lượng tiến đánh nhằm tái chiếm Lỗ Thành, và giao Ký Thành cho Lương Khoan, Triệu Cù canh giữ. Dương Phụ và Lương Tự phòng thủ vững vàng, Mã Siêu không công hạ được Lỗ Thành, phải dẫn binh mã quay về Ký Thành để tổ chức lại lực lượng. Nhưng khi về đến Ký Thành thì Lương Khoan, Triệu Cù đã làm phản, kiểm soát được Ký Thành và ra lệnh đóng chặt cửa, giết vợ con của Mã Siêu để báo thù cho cả nhà thứ sử Vi Khang.

#### Cuồng sát Lịch Thành, giết người già trẻ nhỏ
Mã Siêu chạy đến Lịch Thành, lính giữ thành lầm tưởng là quân triều đình nên mở cửa cho vào, Siêu vào thành đem con tin Triệu Nguyệt là con Triệu Ngang đi giết, rồi đến nhà Khương Tự bắt được mẹ già của ông ta. Bị bà ta quát mắng là "phản thần tặc tử trời đất không dung", Siêu liền chém chết tươi, sau đó giết cả con trai nhỏ của Tự. Mã Siêu tiếp tục tìm giết cả nhà Doãn Phụng, rồi điên cuồng tàn sát nhân dân, "giết từ cửa nam giết đi, nhân dân trong thành sạch nhẵn".
Dương Phụ cùng Mã Siêu giao chiến, trên mình chịu 5 vết thương, con em họ hàng chết mất 7 người. Cùng thời gian này, Tào Tháo cũng phái binh mã do Trương Cáp cùng Hạ Hầu Uyên tấn công các dư đảng còn sót lại ở vùng Tây Lương, đánh dẹp Lương Hưng cùng rợ Đê ở Vũ Đô. Trương Cáp nhân cơ hội dẫn quân tấn công Mã Siêu.
Mất Ký Thành, chỗ đóng trú cho toàn quân, cũng như vấn đề hậu cần, lương thảo, Mã Siêu lâm vào tình thế tiến thoái lưỡng nan dẫn đến việc thất bại nặng nề tại Lũng Thượng buộc ông cùng với Mã Đại, Bàng Đức đành phải chạy vào Hán Trung nương nhờ lãnh chúa Trương Lỗ.

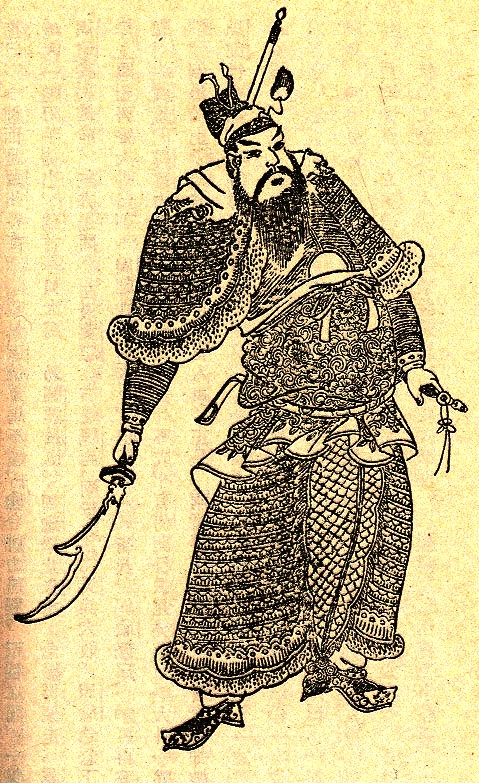
Hạ Hầu Uyên viên tướng chủ chốt của Tào Tháo trong việc đối trọng với Mã Siêu

## Đầu quân cho Trương Lỗ
Trương Lỗ nhận thấy Mã Siêu là viên tướng tài năng, uy danh lừng lẫy, có thể tận dụng ông cùng với bộ hạ cũ để tăng cường tiềm lực quốc phòng của mình nên đã dung nạp Mã Siêu, bổ nhiệm ông làm Đô giảng Tế tửu.
Không những vậy, Trương Lỗ rất yêu mến Mã Siêu, có ý muốn gả con gái của ông cho Mã Siêu. Nhưng việc Trương Lỗ quá ưu ái Mã Siêu khiến một số cựu thần của ông bất mãn, ganh ghét. Có người khuyên can Trương Lỗ rằng: "Người chẳng biết yêu người thân thích, sao có thể yêu mến người khác được?". Vì sợ mất lòng những bề tôi cũ đành phải hủy bỏ cuộc hôn nhân này đồng thời thay đổi thái độ đối với Mã Siêu, không trọng dụng ông, chỉ cho đóng quân ở ngoài biên ải. Tam Quốc chí chép rằng: "Lỗ chẳng biết xét việc, không dùng Siêu, cho ở ngoài".
Về phía Mã Siêu, khi đầu quân cho Trương Lỗ và được trọng dụng, Mã Siêu đã nhiều lần gặp Trương Lỗ để xin hỗ trợ binh sĩ để ông dẫn quân bắc tiến lấy lại Lương Châu. Vì nhiều lần Mã Siêu yêu cầu nên Trương Lỗ bất đắc dĩ phải cấp binh lính cho ông ta nhưng việc tấn công phía Bắc của Mã Siêu không được việc. Sử sách không chép cụ thể một cuộc hành binh nào của Mã Siêu trong giai đoạn này, có thể thấy việc Trương Lỗ chấp nhận yêu cầu của Mã Siêu chỉ đơn thuần là đồng ý về mặt chủ trương vì cả nể, trong quá trình triển khai thực hiện thì không khả thi.

### Bất mãn
Mã Siêu lúc này rơi vào tình thế bất đắc chí, bị thất sủng và bị cô lập, gia đình hiu quạnh, thuộc hạ thân tín quá ít ỏi. Tình cảnh của ông trong giai đoạn này thật khó khăn, trái ngược với danh tiếng và tham vọng của ông.
Tam Quốc chí dẫn lại ghi chép của Điển Lược cho biết: Khi trước, lúc Mã Siêu chưa khởi binh chống lại triều đình (nguyên văn chép là làm phản), vợ lẽ của Siêu là Đệ Chủng (đoạn sau lại chép là Đổng) ở lại Tam Phụ đến khi Mã Siêu thua trận, Chủng cùng với con trai là Mã Thu chạy vào Hán Trung trước. Vào ngày Mùng một Tết Nguyên đán, Đệ Chủng (hay Đổng) theo tục lệ chúc thọ Mã Siêu. Mã Siêu phẫn uất đấm ngực đến thổ huyết và than rằng:
| “ | Nhà ta trăm nhân khẩu, một sớm chết cả, nay chỉ có hai ta chúc nhau như vậy sao? | ” |

Trong thời gian ở dưới trướng Trương Lỗ, Mã Siêu nhận thấy Trương Lỗ "chẳng thể cùng bàn tính việc" cho nên Mã Siêu ôm nỗi buồn bực, thêm vào đó kế hoạch Bắc tiến phục hận không triển khai được, ngoài ra viên tướng thân tín của Trương Lỗ là Dương Bách hiềm tỵ, ganh ghét muốn hãm hại người tài, nhiều lần xàm tấu về Mã Siêu chính vì vậy, khi nghe tin Lưu Bị vào Xuyên, hiện đang vây đánh Lưu Chương ở Thành Đô, ông lập tức bí mật gửi thư xin hàng Lưu Bị để về đầu quân cho ông này.

### Bỏ vợ con, trốn theo Lưu Bị

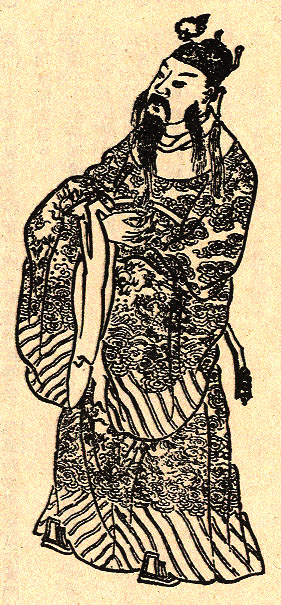
Lưu Bị vị minh chủ của Mã Siêu

Lưu Bị nhận được mật thư xin quy phục của Mã Siêu lập tức cử Lý Khôi đến Hán Trung truyền đạt ý định của Lưu Bị và bàn định chi tiết với Mã Siêu. Mã Siêu nhận lệnh của Lưu Bị và lên kế hoạch bỏ Trương Lỗ về với Lưu Bị. Tam Quốc chí chép: "Tiên chủ sai Khôi tới Hán Trung giao hảo với Mã Siêu, Siêu bèn vâng lệnh".
Năm Kiến an thứ mười chín, Mã Siêu theo lối Vũ Đô chạy vào khu vực sinh sống của rợ Đê để tạm trú sau đó bỏ sang đất Thục theo về với Lưu Bị. Tuy vậy, vợ con của Mã Siêu không thể theo ông trốn sang Thục mà vẫn phải lưu lại Hán Trung sống nhờ vào chu cấp của Trương Lỗ.

#### Đánh giá và bình luận
Sự kiện Mã Siêu bỏ Trương Lỗ sang đầu quân cho Lưu Bị được một số nhà nghiên cứu cho rằng: Năng lực dùng người của Trương Lỗ còn nhiều hạn chế chính vì thế mới không thể sử dụng được Mã Siêu, ông ta chưa nhận thức được trong thuật dùng người thì "Ngàn quân dễ kiếm, một tướng khó tìm" mà Mã Siêu là một hổ tướng trong thiên hạ, danh bất hư truyền, nay đã đến dưới trướng của Trương Lỗ nhưng ông ta không biết cách trọng dụng, điều đó gây bất mãn cho Mã Siêu và sớm muộn gì thì Mã Siêu cũng sẽ rời bỏ Trương Lỗ.
Ngoài ra, trong thuật dùng người cần chú trọng đến nguyên tắc "đã dùng thì không nghi, đã nghi thì không dùng". Khi Mã Siêu về với Trương Lỗ, ông ta hoàn toàn vui mừng, tin tưởng Mã Siêu, có ý định trọng dụng ông, đã phong cho ông chức Đô giảng Tế tửu, chu cấp cho gia đình Mã Siêu, cho ông chỉ huy quân Bắc phạt và còn định gả con gái của mình cho Mã Siêu. Nhưng sau đó vì nghe lời xàm tấu của những nịnh thần ghen ghét hiền tài, nên ông ta không còn tin tưởng Mã Siêu.
Chính vì vậy, dù đã giao trọng trách cho Mã Siêu mà Trương Lỗ vẫn không hoàn toàn tin tưởng, lại nghe lời xàm tấu điều đó chứng tỏ Trương Lỗ không biết dùng người. Chính sự nghi kỵ của Trương Lỗ đã đẩy Mã Siêu về phía Lưu Bị và ông ta chỉ việc giơ tay đón lấy viên hổ tướng này.
Sự kiện Mã Siêu đầu quân cho Lưu Bị được sử sách và các nhà nghiên cứu đánh giá đây là một bước ngoặt lớn trong cuộc đời binh nghiệp của Mã Siêu. Tam Quốc chí nhận định rằng Mã Siêu đã "ngược đường về với đức, gởi gấm vào phượng, nương tựa vào rồng".
Trong Tam Quốc diễn nghĩa cũng hư cấu lời bộc bạch của ông:
| “ | Nay mới gặp được minh chúa, ví cũng như quét đám mây mù mà trông thấy trời xanh. | ” |

Các nhà nghiên cứu cũng đồng ý với ghi nhận này, đồng thời khẳng định thêm Mã Siêu đã không phụ tấm lòng trông đợi của Lưu Bị, ngoài trận mạc lập được nhiều chiến công hiển hách và được Lưu Bị trọng dụng, tấn phong nhiều chức tước.

## Phục vụ Lưu Bị và nhà Thục Hán

### Vây Thành Đô, Lưu Chương đầu hàng
Mã Siêu bỏ vợ con chạy theo lối Vũ Đô, qua nơi ở của rợ Đê để vào đất Thục, đến ngoại thành Thành Đô nơi Lưu Bị đang đóng quân. Ông cũng dẫn quân đội của mình đến Thành Đô để trợ chiến.
Sử sách chép lại, Lưu Bị đang vây đánh Thành Đô khi nghe tin Mã Siêu đến đầu quân, cười lớn và nói rằng: "Ta tất lấy được Ích châu vậy!".
Tam quốc diễn nghĩa hư cấu ra chuyện Mã Siêu đại chiến Trương Phi bất phân thắng bại, sau đó Gia Cát Lượng dùng kế dụ Mã Siêu về với Lưu Bị.
Khi Mã Siêu đến nơi, Lưu Bị sai người nghênh đón Mã Siêu trọng thể, đồng thời ông ta cũng sai người lên kế hoạch phối hợp, hỗ trợ cho Mã Siêu tiến đánh Thành Đô. Theo kế hoạch này, Mã Siêu không vội tiến binh đến thẳng Thành Đô mà đóng đối diện để phô trương thanh thế và uy hiếp trực tiếp Thành Đô, đồng thời Lưu Bị cũng bí mật điều binh mã của mình giao cho Mã Siêu thống lĩnh để tăng cường lực lượng.
Lưu Chương thấy Mã Siêu đến đóng quân ở phía Bắc Thành Đô, trực tiếp uy hiếp thủ phủ của Ích châu khiên nhân dân vùng Ích châu rúng động, thì lập tức đầu hàng vô điều kiện. Sử sách ghi chép lại: Siêu đến nơi, hạ lệnh đóng quân ở phía bắc Thành Đô, Siêu đến chưa đầy một tuần mà lòng người ở Thành Đô tan lở cả… Siêu tiến binh thẳng đến dưới chân thành. Người trong thành hoang mang sợ hãi, Chương lập tức ra hàng.
Tam Quốc chí chép chi tiết về sự kiện lãnh chúa Lưu Chương quyết định đầu hàng Mã Siêu: Năm thứ mười chín, tiến vây Thành Đô mấy chục ngày, trong thành còn ba vạn tinh binh, lương thực vải vóc chi dùng đủ một năm, quan dân đều muốn tử chiến. Chương nói: 
| “ | Cha con ta ở Ích châu hơn hai mươi năm, không có ân đức gì với bách tính. Ba năm nay bách tính chinh chiến triền miên, xương thịt phơi đầy đồng, ấy là vì Chương vậy, sao ta có thể an lòng đây! | ” |

Bèn mở cửa thành ra hàng, quần thần chẳng ai không sa nước mắt.

### Được ban chức tước
Lưu Bị theo đó vào tiếp quản Thành Đô, tiếp nhận địa vị của Lưu Chương đồng thời tiếp quản Ích châu bước đầu xây dựng cơ nghiệp của nhà Thục Hán. Đồng thời ông cũng phong chức tước cho các bề tôi đã chung sức xây dựng cơ nghiệp.
Tam Quốc chí chép: Tiên Chủ (Tức Lưu Bị) lĩnh chức Ích Châu mục, Gia Cát Lượng làm bầy tôi tay chân, Pháp Chính làm mưu sĩ, Quan Vũ, Trương Phi, Mã Siêu làm nanh vuốt, Hứa Tĩnh, My Trúc, Giản Ung làm Tân hữu … đều được dùng tin dùng ở vị trí xứng đáng, tận dụng hết được tài năng. Những kẻ sĩ có chí, chẳng ai không tranh đua cố gắng. Qua đó có thể thấy Mã Siêu được trọng dụng ngang với Quan Vũ và Trương Phi khi ở dưới trướng của Lưu Bị.
Không những vậy, vì Mã Siêu đã lập công đầu trong việc đánh chiếm Thành Đô, đồng thời Lưu Bị biết rõ danh tiếng và võ nghệ của Mã Siêu, nên đặc cách phá lệ phong ông làm Bình Tây tướng quân. Tam Quốc chí chép: "Tiên chủ lấy Siêu làm Bình Tây tướng quân, đốc xuất Lâm Thư, nhận tước Đô đình hầu.

#### Mâu thuẫn với Quan Vũ
Việc Lưu Bị hậu đãi Mã Siêu khiến cho một số tướng tá bất bình. Quan Vũ lúc này đang ở Kinh Châu nghe tin Mã Siêu theo hàng, vì trước đây không quen biết Mã Siêu nên đã tỏ ra bất bình và viết thư cho Gia Cát Lượng hỏi rằng "Siêu là bậc nhân tài nào, có thể so được với ai".
Gia Cát Lượng biết rõ Quan Vũ bề ngoài đòi so tài với Mã Siêu nhưng thực tế thể hiện sự bất mãn việc Mã Siêu vừa mới tới nhưng đã được trọng dụng. Để bảo đảm đoàn kết nội bộ, động viên Quan Vũ an tâm trấn thủ Kinh Châu, ông đã viết một bức thư phúc đáp với nội dung không hạ thấp Mã Siêu nhưng lại ca ngợi Quan Vũ.
Trong thư có đoạn:
Mạnh Khởi kiêm tài văn võ, hùng liệt hơn người, là hào kiệt một đời, ví như Kình, Bành, xứng đáng tranh tài cao thấp với Dực Đức, chẳng thể so sánh được với ông râu dài tuyệt luân siêu quần vậy".
Quan Vũ xem xong thư vô cùng đắc ý, đưa thư này cho tân khách cùng xem. Việc tấn phong cho Mã Siêu xem như tạm ổn.
Trong Tam Quốc diễn nghĩa, tình tiết này được diễn tả hoàn toàn giống sử sách, chỉ có khác biệt nhỏ là Quan Vũ sai Quan Bình đến Thành Đô bẩm lại với Lưu Bị rằng ông nghe danh Mã Mạnh Khởi võ nghệ tuyệt luân nên muốn vào Xuyên để đọ sức cao thấp.
Nhìn chung, Mã Siêu luôn được Lưu Bị ưu ái, phong tặng nhiều chức tước và danh hiệu, chính vì vậy không tránh khỏi một số quần thần bất bình, mặt khác có một số thư tịch cổ đã ghi nhận rằng trong thời gian đầu khi về với Lưu Bị thì Mã Siêu có phần tỏ thái độ chưa được kính trọng Lưu Bị, điều đó làm các thuộc hạ của Lưu Bị bất bình và phản ứng dữ dội.
Tam Quốc chí trích dẫn ghi chép của Sơn dương công tái ký cho biết:
"Siêu nhân thấy Bị hậu đãi mình, khi nói chuyện với Bị, thường gọi tên tự của Bị, Quan Vũ nổi giận, đòi giết. Bị nói: "Người ta cùng quẫn mới theo về với ta, các khanh phẫn nộ vì việc người ấy gọi tên tự của ta mà đòi giết đi, sao yên được lòng người thiên hạ đây!" Trương Phi nói: "Như thế, cần phải làm cho hắn giữ lễ mới được."
Hôm sau đại hội, mời Siêu vào, Vũ, Phi đều chống gậy cầm đao kính cẩn đứng hầu, Siêu tìm chỗ để ngồi, chẳng để ý gì đến Phi, Vũ, chợt thấy hai người nghiêm trang đứng đó, Siêu thất kinh, nhân vì thế chẳng dám gọi tên tự của Bị lần nào nữa. Hôm sau than rằng: "Ta nay mới biết mình kém cỏi vậy. Gọi hẳn tên tự của chủ nhân ra, khiến cho Quan Vũ, Trương Phi đòi giết ta." Từ đấy về sau rất lấy làm tôn kính Bị."
Sử gia Bùi Tùng Chi đã kịch liệt bác bỏ những ghi chép trên bằng những lập luận phản bác rằng:
"Bởi Siêu thế cùng mới theo về với Bị, chịu nhận tước vị, sao dám ngạo mạn mà gọi thẳng tên tự của Bị ra? Vả lại khi Bị vào Thục, lưu Quan Vũ trấn thủ Kinh châu, Vũ chưa từng tới đất Ích châu. Việc Vũ nghe tin Mã Siêu quy hàng, đã gửi thư hỏi Gia Cát Lượng rằng: "Siêu là nhân tài thế nào mà được đứng vào hạng ấy", chẳng đúng như việc chép ở chỗ này. Sao Vũ lại cùng với Phi cung kính đứng hầu được? Phàm là người khi hành sự, đều biết việc gì nên làm, việc gì không nên, tất chẳng dám làm vậy. Siêu nếu quả có gọi tên tự của Bị, tất được nhắc phải sửa ngay. Cứ cho là Vũ đòi giết Siêu, Siêu vẫn chẳng hay, nhưng chỉ thấy hai người đứng hầu ở đó, sao lại biết vì việc mình gọi tên tự của Bị, khiến cho Quan, Trương muốn giết?".
Tuy vậy, cũng cần thấy rằng với cá tính của Mã Siêu, uy danh, gia thế vốn có và những chiến công hiển hách thì Mã Siêu có thể có những thái độ kiêu ngạo nhất định như ghi chép của sử sách. Mặt khác, việc Mã Siêu được trọng dụng và cất nhắc liên tục đã khiến cho nhiều tướng tá, quan lại dưới trướng của Lưu Bị bất mãn là hoàn toàn có cơ sở.

#### Hại chết Bành Dạng
Tam quốc chí có chép lại câu chuyện Mã Siêu tố cáo Bành Dạng mưu phản, khiến Dạng bị Lưu Bị xử tử. Theo đó, Bành Dạng là một viên quan bất mãn khi ở dưới trướng của Lưu Bị. Khi được điều chuyển ra ngoài Thành Đô làm việc ở một quận nhỏ thì trong lòng không vui, bèn đến thăm Mã Siêu.
Mã Siêu hỏi Dạng rằng: "Ông tài năng đầy đủ, ưu tú hơn người. Chúa công đối đãi rất đặc biệt. Địa vị đang cùng với Khổng Minh, Hiếu Trực các người đều chân ngang hàng cùng bước, lẽ nào lại phải ra ngoài nhận một quận nhỏ, làm lỡ làng niềm trông ngóng của mọi người ngày nay vậy?"
Bành Dạng trả lời rằng: "Lão Cách lú lẫn ngang ngược, đáng để lại bàn đến chăng!" và sau đó lại bày tỏ ý định với Mã Siêu rằng: 
| “ | 'Ngài ở ngoài, tôi ở trong, thiên hạ không đủ để an định hay sao. | ” |

Mã Siêu vẫn bị theo dõi từ khi về với Lưu Bị, vẫn thường có ý lo sợ, nghe lời Dạng rất kinh hoảng, lặng im không đáp. Dạng đi về, Siêu làm biểu kể rõ lời Dạng. Bị dựa vào đó bắt Dạng giao cho Hữu ti. Bành Dạng ở trong ngục, trước khi bị hành quyết còn trách Mã Siêu rằng: "Đến như lời nội ngoại chỉ là mong khiến cho Mạnh Khởi lập được công lao nơi các châu phương bắc, chung sức với chúa công, cùng đánh Tào Tháo mà thôi, há dám có ý gì khác đâu? Mạnh Khởi giảng giải câu ấy nhưng mà không phân biệt ý nghĩa bên trong, thật làm cho người ta phải đau lòng vậy. Lưu Bị xử tử Bành Dạng.

### Tham gia chiến dịch Hán Trung
Tháng 11 năm 217, Lưu Bị sai Trương Phi và Mã Siêu đóng đồn ở Cố Sơn. Tào Tháo nghe tin bèn sai Tào Hồng và Tào Hưu ra đối địch.
Quân Tào tấn công Ngô Lan ở Hạ Bị. Trương Phi phao tin quân Thục muốn vây bọc đánh chặn đường về của quân Tào. Tào Hưu khuyên Tào Hồng cứ tập trung đánh Ngô Lan, Hồng nghe theo. Ngô Lan bị Tào Hồng đánh bại, phó tướng Lôi Đồng và Nhâm Quỳ tử trận. Trương Phi muốn mang quân tới chi viện, nhưng quân Tào Hồng đóng tại Vũ Đô rất đông khiến quân Thục không tiến lên được. Ngô Lan bỏ trốn vào chỗ bộ lạc người Chi và bị họ giết chết.
Tháng 3 năm 218, Trương Phi và Mã Siêu thiệt hại nặng, buộc phải rút khỏi chiến dịch. Mã Siêu chẳng lập được công trạng gì.

### Ủng hộ Lưu Bị xưng Vương, được tấn phong

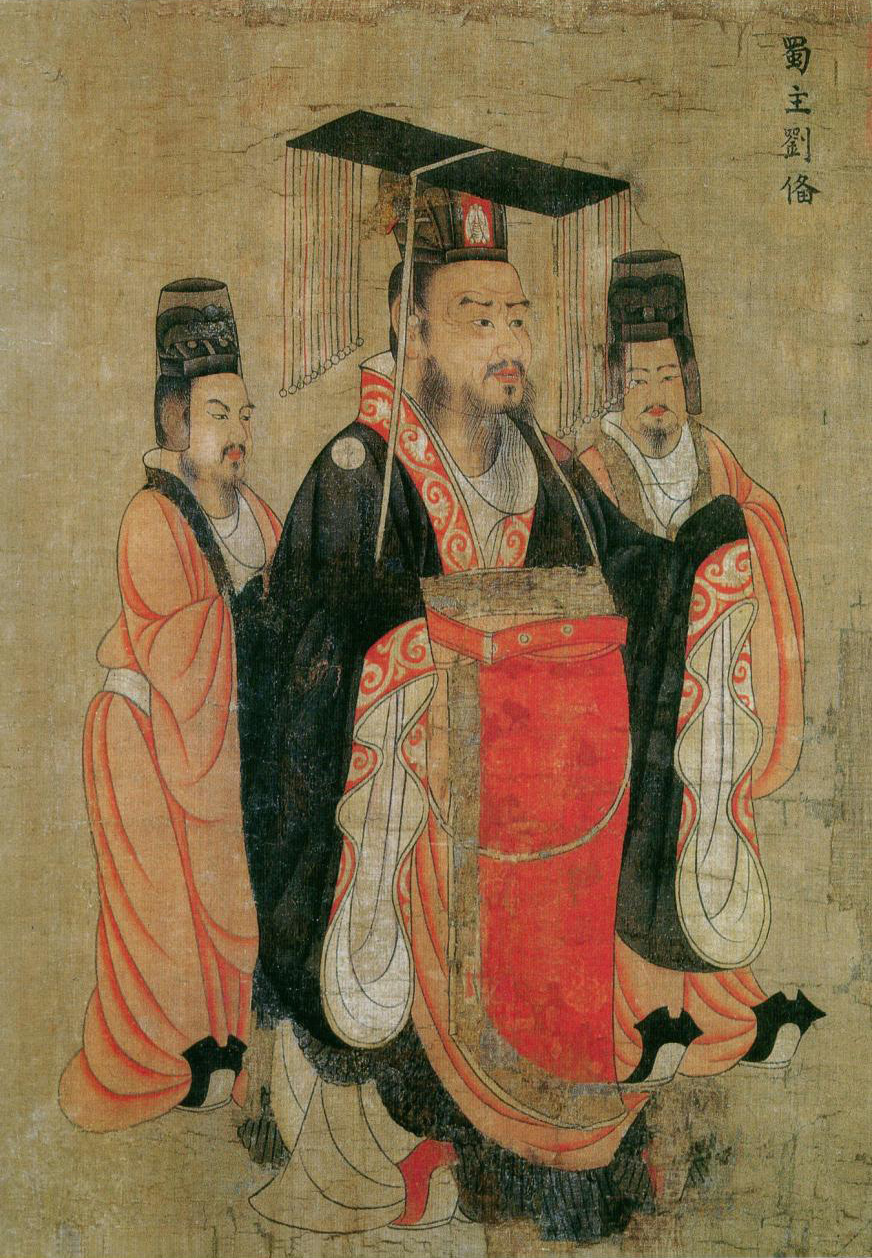
Lưu Bị xưng vương với sự ủng hộ của Mã Siêu

Tháng 7 năm 219 Công nguyên, một trăm hai mươi viên văn võ dưới tay của Lưu Bị đã liên danh dâng một tờ sớ cho Hán Hiến Đế, tôn Lưu Bị làm Hán Trung Vương. Gia Cát Lượng sau khi thẩm định đã để cho Bình Tây tướng quân Mã Siêu đứng đầu danh sách. Kế đó là các cựu thần của Lưu Chương, rồi mới đến Gia Cát Lượng và Quan Vũ, Trương Phi … Thái độ coi trọng đó đã làm cho số người của Mã Siêu hướng về Lưu Bị nhiều hơn và chứng tỏ tập đoàn Lưu Bị luôn có tinh thần đoàn kết cao độ.
Tam quốc chí chép đầy đủ thứ tự danh sách của những người này: Mùa thu, quần thần tôn Tiên Chủ lên làm Hán Trung Vương, dâng biểu lên Hán Hiến Đế rằng: "Bọn thần là Bình Tây tướng quân Đô Đình hầu Mã Siêu, Tả tướng quân Trưởng sử Trấn quân tướng quân Hứa Tĩnh, Doanh tư mã Bàng Hi, Nghị tào Tòng sự Trung lang quân nghị Trung lang tướng Xạ Viên, Quân sư tướng quân Gia Cát Lượng, Đãng Khấu tướng quân Hán Thọ Đình hầu Quan Vũ, Chinh Lỗ tướng quân Tân Đình hầu Trương Phi, Chinh Tây tướng quân Hoàng Trung, Trấn Viễn tướng quân Lại Cung, Dương Vũ tướng quân Pháp Chính, Hưng Nghiệp tướng quân Lý Nghiêm tất cả một trăm hai mươi người….
Năm 219, sau khi Lưu Bị xưng Hán Trung vương, tổ chức bình công khen thưởng phong cho năm vị Ngũ hổ tướng trong đó Quan Vũ, Trương Phi, Mã Siêu, Hoàng Trung. Bốn tướng quân tiền, hậu, tả hữu đời Hán là quân chức chính quy địa vị nổi bật. Bấy giờ Lưu Bị cùng một lúc bổ nhiệm Quan Vũ làm Tiền tướng quân, Trương Phi làm Hữu tướng quân, Mã Siêu làm Tả tướng quân, Hoàng Trung làm Hậu tướng quân. Như vậy nước Thục đã có 5 vị đại tướng nổi tiếng: Quan Vũ, Trương Phi, Mã Siêu, Triệu Vân, Hoàng Trung.
Tam Quốc Chí chép: "Tiên chủ xưng Hán Trung vương, phong Siêu làm Tả tướng quân, ban cho Giả tiết".
Về việc tấn phong lần này Gia Cát Lượng có ý kiến qua lại về việc bổ nhiệm Hoàng Trung vì danh tiếng và uy vọng của Hoàng Trung từ trước đến nay không thể so sánh ngang với Quan Vũ, Mã Siêu. Mã Siêu, Trương Phi ở Thành đô đều đích thị nhìn thấy công lao của Hoàng Trung nên không ai trong số họ phản đối. Riêng Quan Vũ thì Lưu Bị một lần nữa phải cử người giải thích.
Tam Quốc chí chép: Tiên chủ làm Hán Trung Vương, muốn dùng Trung làm hậu tướng quân. Gia Cát Lượng thuyết Tiên chủ rằng: "Danh tiếng của Trung, không thể so với Quan, Mã mà nay lại được liệt ngang hàng. Mã, Trương ở gần, đã chứng kiến công lao của Trung, còn có thể khuyên bảo được; Quan chỉ nghe từ xa, sợ tất chẳng bằng lòng, e rằng không thể khuyên bảo được". Tiên chủ nói: "Ta tự có cách phân giải".
Năm 221, Lưu Bị sau khi xưng đế đã phong cho Mã Siêu làm Phiêu kỵ tướng quân, phong thêm tước Uy Hương hầu (hay Sì Hương hầu), phụ trách chức Lương Châu mục để bảo vệ vành đai phía Tây của nhà Thục đối diện với khu vực của các dân tộc du mục Tây Bắc Trung Quốc.
Tam Quốc chí chép: Năm Chương Vũ nguyên niên thứ nhất, đổi thăng làm Phiêu kỵ tướng quân, lĩnh chức Lương châu mục, lại phong thêm tước Uy Hương hầu.
Lưu Bị đã xuống chiếu ca ngợi công lao của Mã Siêu, nhấn mạnh trọng trách nặng nề của ông. Chiếu viết rằng: "Tướng quân tín nghĩa lan toả đất Bắc, uy vũ sáng rõ tận Tinh châu, nay ủy thác công việc cho tướng quân, gánh vác trách nhiệm lớn lao, đốc trách kiêm quản trong vạn dặm, biết đến nỗi thống khổ của muôn dân. Tuyên dương đức sáng của triều đình, chăm sóc bá tánh gần xa, việc thưởng phạt phải thận trọng, dốc lòng vì Hán mà tạo phúc, không phụ lòng kỳ vọng của thiên hạ".

### Gửi gắm Mã Đại, qua đời và được truy tặng
Năm 222, Mã Siêu bệnh mất, hưởng thọ 46 tuổi. Trước khi chết, ông đã để lại bức tâm thư cho Lưu Bị nói rằng cả nhà ông bị Tào Tháo giết gần hết nên gửi gắm cho Lưu Bị chăm sóc cho em mình là Mã Đại là người cuối cùng của nhà họ Mã.
Triều đình nhà Thục Hán đã đáp ứng các yêu cầu của ông, Mã Đại được trọng dụng và bổ nhiệm đến chức Bình Bắc tướng quân, lĩnh tước Trần Thương Hầu, con trai là Mã Thừa được nối dõi chức tước, cơ nghiệp, con gái của ông được bố trí hôn nhân với An Bình Vương Lý.
Tam quốc chí chép: Năm Chương Vũ nguyên niên thứ hai. Hai năm sau Siêu chết, khi ấy mới có bốn mươi tuổi. Lúc chết, dâng sớ rằng: "Trong cửa nhà thần có hai trăm nhân khẩu, đã bị Mạnh Đức giết sạch, chỉ còn người em là Đại, gánh vác việc nối dòng huyết thống ăn lộc nối đời, xin ký thác nơi Bệ hạ, dẫu nói cũng chẳng thể hết lời."
Mã Siêu được triều đình truy tặng thụy hiệu là Uy hầu. hàng năm, các Hoàng Đế nhà Thục (Lưu Bị và Lưu Thiện) đều tổ chức truy thụy cho ông cũng như các Hổ tướng khác.
Tam quốc chí có chép: Tháng chín mùa thu năm (Cảnh Diệu) thứ ba, truy thụy cố tướng quân Quan Vũ, Trương Phi, Mã Siêu, Bàng Thống, Hoàng Trung. đồng thời sai Dương Hí viết bài tán ca ngợi công lao của các tướng.

## Gia đình
Nhìn chung, về phần gia đình thì Mã Siêu thực sự là người bất hạnh, gia tộc của ông hơn 200 nhân khẩu đã bị Tào Tháo giết chết, vợ con của ông thì ly tán và chết trong chiến tranh. Cuộc đời Mã Siêu nửa đời chinh chiến, gia đình ly tán, mất mát, có thể coi cuộc đời binh nghiệp của ông là hình ảnh thu nhỏ cho xã hội phong kiến quân phiệt đương thời.

### Vợ
Theo sử sách thì Mã Siêu có ít nhất hai người vợ.
Theo Tam quốc chí, một người vợ của Mã Siêu mang họ Dương, tên trong tiểu thuyết là Dương Phượng (楊鳳) đã theo chân chồng đến Lương Châu sau trận chiến ở ải Đồng Quan. Bà có ít nhất với ông một người con, vì theo Tam quốc chí, có đoạn viết Doãn Phụng và Triệu Cù nổi loạn chiếm Lương Châu và đã giết vợ con của Mã Siêu khi đuổi ông ra khỏi thành. Tam quốc diễn nghĩa mô tả tình tiết họ Dương cùng ba đứa con nhỏ đã bị Triệu Cù và Lương Khoan chém chết quăng thây xuống dưới chân Ký Thành khi Mã Siêu thua trận về đến đây và ông đã uất lên suýt ngã ngựa.
Tam quốc chí dẫn lại các thư tịch cổ chỉ chép về người vợ lẽ của ông đã theo ông vào Hán Trung khi ông khởi binh chống lại triều đình nhà Hán. Theo đó thì người vợ lẽ này mang họ Đổng, có người em tên là Chủng (chưa rõ họ Đổng và chị của Chủng là một hay hai người). Sau khi Mã Siêu sang Thục, người vợ lẽ này không thể đi theo nên phải ở lại Hán Trung nương nhờ Trương Lỗ. Sau khi Trương Lỗ thất bại và đầu hàng Tào Tháo, Tào Tháo đã bắt được và ban cho Diêm Phố.
Sử sách còn cho biết thêm ông suýt nữa có một mối lương duyên với con gái của Trương Lỗ tên là Trương Kỳ Anh khi ông này bày tỏ ý định muốn gả con gái của mình cho Mã Siêu. Tuy vậy, cuộc hôn nhân này không thành vì Trương Lỗ nghe theo lời can ngăn của thuộc hạ mà hủy bỏ lời tuyên bố này. Kỳ Anh về sau bị Tào Tháo gả cho Tào Vũ, chết năm 217 khi mới hơn hai mươi tuổi, ngay sau khi người cha Trương Lỗ và người chú Trương Vệ "phi thăng".

### Con
Theo ghi chép của sử sách thì Mã Siêu có ít nhất 4 người con. Ngoài (các) con của Dương thị bị giết ở Ký Thành, còn hai người con trai là Mã Thu (馬秋), Mã Thừa (馬承) và một người con gái.
Mã Thu là con vợ lẽ, khi Mã Siêu bỏ Trương Lỗ theo Lưu Bị thì Mã Thu và mẹ bị bỏ rơi lại Hán Trung. Trương Lỗ bị Tào Tháo đánh bại, dâng vợ con của Mã Siêu cho Tháo. Tào Tháo lấy mẹ của Mã Thu ban thưởng cho Diêm Phố, còn Thu thì giao lại cho Trương Lỗ, Trương Lỗ phải tự tay giết đi.
Mã Thừa là người con được kế thừa toàn bộ gia sản và cơ nghiệp của Mã Siêu ở Thục nhưng lại không lập nên công trạng vẻ vang, ít được chính sử nhắc tới. Người con gái của Mã Siêu sau này được gả cho con trai Lưu Bị là Lưu Lý (劉理), em khác mẹ với Lưu Thiện và Lưu Vĩnh (劉永).

### Gia tộc Mamikonean
Thời gian gần đây có nhiều nghiên cứu phát hiện được những hậu duệ của Mã Siêu ở Armenia. Nhà sử học nổi tiếng Trung Quốc Tô Trọng Tường công bố tìm thấy hậu duệ của Mã Siêu ở Armenia - quốc gia liên lục địa giữa châu Âu và Tây Nam châu Á. Theo ông thì truyền nhân của Mã Siêu là Mã Kháng đã thoát được họa tru di, trốn đi và phục hưng họ Mã ở tận Armenia, hình thành nên gia tộc Mamikonean lừng danh.
Theo nghiên cứu của ông thì vào đầu thế kỷ thứ III, có một nhánh người Trung Hoa di cư sang Armenia. Người đứng đầu tên Mamik (tức Mamgon hay Mã Kháng), tự xưng thuộc hoàng tộc Trung Hoa, do đắc tội nên phải trốn sang Ba Tư (Iran ngày nay). Hoàng đế Ba Tư cho những người lánh nạn vượt về phía Tây đến Armenia. Theo Lịch sử Armenia, Hoàng đế Armenia phân phong cho Mã Kháng ở vùng Dalung, hình thành nên gia tộc Mamikonean và là một gia tộc hùng mạnh vào thời cổ trung đại của nước này, đến nay vẫn còn rải rác ở vùng Tây Á. Gia tộc này có công lớn trong việc bảo vệ lãnh thổ, chống Ba Tư, giúp Armenia trở thành quốc gia đầu tiên trên thế giới lấy Ki tô giáo là quốc giáo vào đầu thế kỷ thứ V. Các hậu duệ trong gia tộc này như Gardan Mamikonean, Garan Mamikonean... đã trở thành anh hùng dân tộc của Armenia. Năm 1991, Armenia đã lập ra huân chương "Gardan Mamikonean" tặng cho những người có cống hiến đặc biệt cho độc lập dân tộc. Tại thủ đô Yerevan còn có tượng người anh hùng Gardan Mamikonean

## Nhân vật trong tiểu thuyết văn học
Trong tác phẩm Tam quốc diễn nghĩa, nhân vật Mã Siêu xuất hiện tại hồi thứ 10 và ông được miêu tả hoặc nhắc đến trong 21 hồi trên tổng số 120 hồi của Tam quốc diễn nghĩa. Tuy vậy, Mã Siêu chỉ là nhân vật chính trong các Hồi thứ 58, 59, 64 và 65. Các hồi còn lại Mã Siêu được đề cập rất mờ nhạt, chủ yếu là mô tả một đoạn hội thoại hay kể lại một sự kiện về ông, thậm chí một số hồi chỉ đơn thuần là nhận xét rất ngắn.
Tên của ông được nhắc lại lần cuối cùng tại hồi thức 91 và 92, lúc này ông đã mất. Mã Siêu mất khi Gia Cát Lượng trở về thắng lợi sau chiến dịch bình Nam Man và chuẩn bị cho chiến dịch Bắc phạt. Hồi thứ 92 mô tả ngắn gọn "Khổng Minh mang quân đến Miện Dương, qua mộ Mã Siêu liền sai Mã Đại mặc đồ tang rồi thân vào tế bái. Đoạn về trại, bàn định việc tiến quân".
Trong tác phẩm văn học này, việc Mã Đằng là một người đốn củi con lai rợ Khương bị lược bỏ, thay vào đó Mã Siêu được miêu tả là xuất thân trong một gia đình "đời đời công hầu" là dòng dõi của Phục Ba tướng quân Mã Viện, gia đình ông có mối quan hệ thân thiết với các lãnh chúa quân phiệt cát cứ ở Tây Lương, bình sinh ông có sức khỏe, là con lai giữa người Hán và người Khương lại giõi võ nghệ, từ nhỏ đã theo cha chinh chiến, lập nhiều chiến công hiển hách nên rất được lòng các dân tộc thiểu số ở vùng Tây Bắc Trung Quốc. Ngoài ra triều đình cũng rất coi trọng Mã Siêu và lần lượt phong nhiều chức tước cho ông.
Mã Siêu là vị võ tướng, một chiến binh Tây Lương dũng mãnh nổi danh trong lịch sử thời Tam Quốc. Sử sách đã ghi nhận, ông có tài bắn tên, trong mỗi trận đánh thường xung phong đi đầu. Đặc biệt, thông qua tác phẩm Tam quốc diễn nghĩa của La Quán Trung, ông được biết đến vì sức mạnh và sự anh dũng, thiện chiến trong chiến đấu.
Mã Siêu từng hùng cứ tại Tây Lương sau đó đã khởi binh chống lại triều đình nhà Hán và nhiều lần đánh bại Tào Tháo trong chiến dịch Đồng Quan. Cuối cùng, vì mắc mưu ly gián của Tào Tháo nên bại vong, phải chạy về Lũng Tây. Ông tiếp tục lãnh đạo những bộ tộc ở Lương Châu khởi binh chống lại triều đình tại Lũng Thượng, chiếm được Ký Thành. Nhưng sau đó, các hàng tướng người Hán tạo phản, làm nội ứng cùng với quân triều đình phản công chiếm lại Ký Thành.
Sau thất bại tại trận Ký Thành, Mã Siêu phải chạy về Hán Trung nương nhờ Trương Lỗ, một lãnh chúa cát cứ tại đây. Ông đã nhiều lần mượn binh Trương Lỗ để chống lại Tào Tháo nhưng không thành. Bất bình vì không được Trương Lỗ trọng dụng, Mã Siêu đã đầu quân cho Lưu Bị và trở thành viên tướng tiên phong trong chiến dịch đánh chiếm Thành Đô, thủ phủ của Sứ quân Lưu Chương đang cát cứ ở đó. Cuộc tấn công này đã kết thúc, Lưu Chương đầu hàng đồng thời chiến dịch vào Xuyên mở nước của Lưu Bị thành công, từ đây nhà Thục Hán có đầy đủ cơ sở đầy đủ để ra đời.
Sau khi lập nhiều công lao cho nhà Thục và uy danh vốn có, Mã Siêu nhiều lần được Lưu Bị phong tước và giao nhiều trọng trách quan trọng, ông được phong là một trong Ngũ hổ tướng của Tây Thục. Cuộc đời chinh chiến của ông rất hiển hách, lập nhiều chiến công vang dội, uy trấn cả vùng Tây Bắc Trung Quốc, được nhiều dân tộc thiểu số ở đó mến mộ. Tuy vậy, gia đình ông phải chịu nhiều mất mát, tang thương do chiến tranh.

### Mỹ nam tử
Nhân vật Mã Siêu được xây dựng hình tượng trở thành một trong những mỹ nam tử đẹp nhất trong thời Tam Quốc. La Quán Trung mô tả và ước lệ hóa Mã Siêu trở thành một vẻ đẹp gần như tuyệt mỹ của một trang nam tử trẻ tuổi. Theo đó, ông vừa có sự kết hợp gần như là hoàn hảo của dung mạo, thể hình và phong độ, vừa có cái đẹp của một công tử dòng dõi thế gia lại vừa có cái đẹp mạnh mẽ, kiêu dũng của những chiến binh, dũng sĩ của các bộ tộc miền quan ngoại. Ngoại hình của ông được đề cập đến ít nhất ba lần ở ba hồi khác nhau.
- Tại Hồi thứ 10 miêu tả Mã Siêu "là một viên tướng trẻ tuổi, mặt đẹp như ngọc, mắt sáng như sao, mình hổ tay vượn, bụng beo lưng sói, tay cầm một ngọn giáo dài, mình cưỡi con ngựa đẹp".
- Tại Hồi thứ 58 mô tả Mã Siêu: "mặt như nhồi phấn, môi tựa thoa son, lưng hổ, tay vượn, thế hùng lực mạnh, mình mặc áo giáp bạc, tay cầm ngọn giáo dài, cưỡi ngựa đứng trước cửa trận"
- Hồi thứ 65 miêu tả Mã Siêu: "đầu đội mũ chỏm sư tử, mình mặc áo giáp bạc, bào trắng, thắt đai Hổ Phù, mặt mũi khôi ngô, sức lực hơn người" và khua trống om sòm sau đó khi Lý Khối đến thuyết khách, ông ta "ngồi chễm chệ trên trướng".

Sự ước lệ trong tiểu thuyết Tam Quốc diễn nghĩa đã là chất liệu mô tả về Mã Siêu ảnh hưởng đến các loại hình văn học nghệ thuật từ truyền thống đến hiện đại như hội hoạ, văn chương, kinh kịch, sân khấu, phim ảnh, hoạt hình, truyện tranh và trò chơi điện tử phần đông chủ yếu xây dựng và khắc hoạ nhân vật Mã Siêu với ngoại hình chung với vẻ ngoài trẻ trung, tuấn tú.

### Sức địch muôn người
Cũng trong Tam quốc diễn nghĩa, nhân vật Mã Siêu được miêu tả là một hổ tướng sức địch muôn người, được Tào Tháo và Dương Phụ ví như Lã Bố tái thế, Khổng Minh so sánh với Kình Bố, Bành Việt. Sức mạnh và sự uy dũng của ông được thể hiện trong những trận chiến mà ông tham gia, đặc biệt là hai trận đánh tay đôi với Hứa Chử - viên hổ tướng mạnh nhất của quân Ngụy và Trương Phi - Một trong Ngũ Hổ tướng của Nhà Thục, cũng như được hiện lên qua lời bàn về ông của các nhân vật khác nhau trong tác phẩm này.
Tác phẩm có nói đến trận chiến giữa Tào Tháo với Mã Siêu và hai trận đánh giữa Mã Siêu với Hứa Chử, Trương Phi cho thấy sức mạnh của ông. Hai trận đánh tay đôi của Mã Siêu với Hứa Chử và Trương Phi là hai trong những trận đấu tướng hay nhất, hấp dẫn và kịch tính nhất trong Tam quốc.
Tuy vậy, qua tiểu thuyết Tam quốc diễn nghĩa Mã Siêu về cơ bản được xếp vào hạng hữu dũng, võ biền và hay nóng giận (dù sau này khi theo về với Lưu Bị đã trở nên điềm đạm hơn rất nhiều) chứ không thực sự là trí dũng song toàn, là một võ tướng chỉ đơn thuần dựa vào sức mạnh và uy dũng giống như Lã Bố.
Nếu trong Tam quốc, La Quán Trung ưu ái dành ba đoạn để miêu tả về sức mạnh và vẽ anh tuấn của ông thì La Quán Trung cũng cho ba nhân vật khác nhau nhận xét về tính cách, cơ trí của ông. Giả Hủ cho rằng Mã Siêu "chỉ là một đứa dũng phu", Dương Phụ cho rằng "Siêu tuy khỏe nhưng không có mưu" và Bàng Đức - Bộ tướng thân tín của Mã Siêu nhận xét khái quát về ông là người"có khỏe không có khôn".
Cũng trong tác phẩm này, Mã Siêu được miêu tả như một võ tướng có lối đánh thần tốc và liều lĩnh luôn xung phong đầu tiên trong những trận giao chiến nhưng cũng là người đích thân đoạn hậu, luôn rút lui sau cùng để bảo vệ cho quân lính an toàn.
Chính vì chưa đủ tầm trí tuệ để tham gia vào cuộc tranh hùng đầy khốc liệt trong thời kỳ này vì thế cuộc đời binh nghiệp của Mã Siêu luôn gặp nhiều thất bại, liên tục bị mắc mẹo, bị bội phản, chiêu dụ. Kết quả là vừa không báo được thù cha lại vừa làm sụp đổ cả cơ nghiệp do gia tộc để lại và cuối cùng từ một viên thống lĩnh quân đội phải long đong đầu quân cho Trương Lỗ và sau đó bị gièm pha, chèn ép phải về đầu quân cho Lưu Bị.
Theo Tam Quốc diễn nghĩa, chiến dịch quân sự đầu tiên có sự tham gia của ông là vào năm năm 193, thứ sử Tây Lương Mã Đằng liên kết với Chinh tây tướng quân Hàn Toại dẫn 10 vạn quân về Trường An để dẹp loạn Lý Thôi. Lý Mông, Vương Phương là hai tướng cũ của Đổng Trác nay dưới trướng của Lý Thôi kéo quân ra nghênh chiến.
Mã Siêu (khi đó mới 17 tuổi) đi theo cha tham chiến đã xuất trận, dũng mãnh đâm chết Vương Phương sau chưa đầy mười hiệp đấu, bắt sống Lý Mông. Lý Thôi, Quách Dĩ thấy Mông, Phương cùng bị giết cả bấy giờ mới nghe theo lời Giả Hủ giữ vững các cửa thành, mặc bên kia khiêu chiến thế nào cũng không ra. Quả nhiên chưa được hai tháng, quân Mã Đằng, Hàn Toại cạn lương, hai tướng phải bàn nhau rút quân về.

### Khởi binh "báo thù cho cha"
Năm 211, Tào Tháo lấy danh nghĩa Thiên Tử triệu Mã Đằng về triều. Mã Đằng bèn tìm kế phản Tào Tháo nhưng kế hoạch bại lộ, Mã Đằng và hai con Mã Hưu, Mã Thiết bị Tào Tháo giết. Mã Đại là cháu Mã Đằng trốn về được báo cho Mã Siêu. Mã Siêu tức giận hợp cùng Hàn Toại và các bộ tướng của ông ta kéo 20 vạn quân xâm nhập quan nội, thẳng tiến Hứa Đô để báo thù cho cha.

#### Khiến Tào Tháo phải "cắt râu, vất áo"
Quân Tây Lương chiếm được Trường An, rồi chiếm luôn ải Đồng Quan. Tào Tháo kéo quân đến ải Đồng Quan bị Mã Siêu đánh đại bại, nhờ Hứa Chử cứu thoát, từ đó chỉ cố thủ. Sau đó, Mã Siêu còn liên tục đánh bại quân Tào trong nhiều trận giao chiến tay đôi làm cho Tào Tháo phải "cắt râu, vứt áo ở Đồng Quan, đoạt thuyền, tránh tên ở Vị Thủy".

"Tam quốc diễn nghĩa" có thơ khen chiến tích hư cấu trên của nhân vật Mã Siêu rằng:
"Đồng quan thua trận chạy lao đao,
Mạnh Đức hồn bay quẳng áo bào,
Ngán nỗi râu ria đều cắt trụi,
Mã Siêu nổi tiếng bậc tài cao".

#### Đại chiến Hứa Chử
Trong trận chiến ở Đồng Quan, Mã Siêu nhiều lần suýt bắt được Tào Tháo nhưng lần nào Tào Tháo cũng nhờ có Hứa Chử cứu thoát. Từ đó, Tào Tháo và quân Ngụy ai cũng gọi Hứa Chử là "Hổ hầu".
Mã Siêu kéo quân đến nghênh chiến. Hứa Chữ xin ra đánh và thề quyết bắt sống Mã Siêu. Tào Tháo chấp thuận, bèn cho soạn chiến thư. Mã Siêu nổi giận phê vào thư là thề giết chết "con hổ dại".
Hôm sau đôi bên kéo nhau ra dàn trận. Siêu sai Bàng Đức làm cánh tả, Mã Đại làm cánh hữu, Hàn Toại áp quân đứng giữa. Siêu vác giáo ghìm ngựa trước cửa trận, gọi to Hứa Chử ra giao chiến.
Hứa Chử đã múa đao tế ngựa chạy ra. Mã Siêu vác giáo xông lại đánh. Hai bên đấu nhau hơn một trăm hiệp, chưa phân thắng bại, mà ngựa đã kiệt sức. Hai người đều phải trở về thay ngựa, rồi lại ra trận đánh nhau non trăm hiệp nữa, vẫn chưa ngã ngũ ra sao.
Hứa Chử nổi xung lên chạy ngay về, cởi cả áo giáp và mũ, mình trần trùng trục, vác giáo tế ngựa ra quyết chiến. Hai bên quân sĩ rất sợ hãi. Đánh được ba mươi hiệp, Chử ráng sức giơ đao bổ xuống đầu Mã Siêu. Siêu tránh ngay được, đâm luôn một giáo vào giữa rốn Chử. Chử vội vàng quẳng đao, túm luôn ngọn giáo.

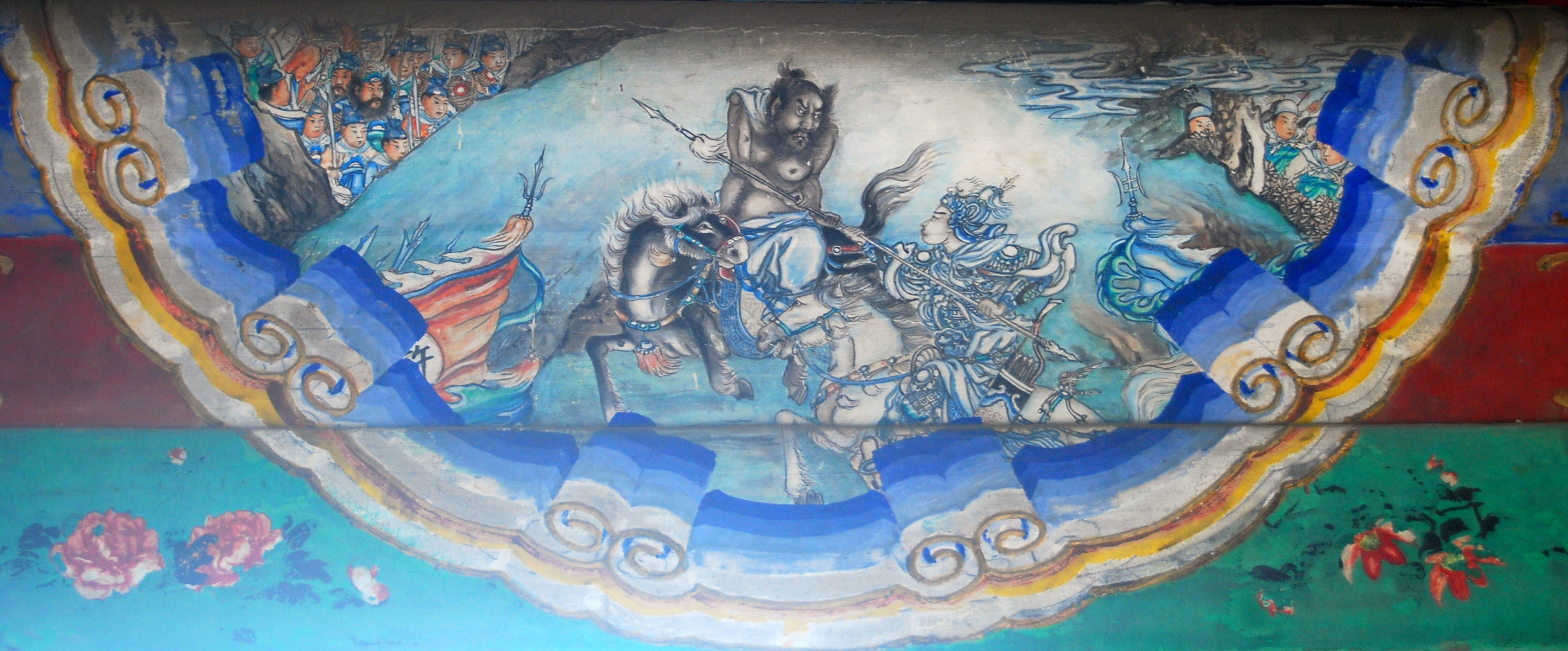
Mã Siêu đại chiến Hứa Chử tại ải Đồng Quan

Hai người ngồi trên ngựa giằng nhau, Chử khoẻ quá, bẻ ngọn giáo đánh rắc một cái gãy ngay làm đôi. Mỗi người cầm nửa cán giáo gãy, giọt nhau lộn bậy. Tháo sợ Chử núng thế, sai Hạ Hầu Uyên, Tào Hồng ra đánh giúp. Bên này hai cánh quân thiết kỵ của Bàng Đức, Mã Đại thấy vậy cũng xô cả vào đánh tới tấp. Quân Tháo rối loạn. Cánh tay Hứa Chử bị trúng hai mũi tên. Các tướng hoảng sợ rút về trại, Siêu đuổi riết đến bờ sông. Quân Tháo thiệt hại quá nửa. Tháo sai đóng chặt cửa lại, không ra nữa.
Mã Siêu về đến Vị Khẩu, nói với Hàn Toại rằng: Tôi chưa thấy ai đánh nhau dữ dội như Hứa Chử, quả thực là "hổ dại".
Mã Siêu cho quân tấn công liên tục nhưng gặp lúc mùa đông sắp đến, Hàn Toại bàn với Mã Siêu rút quân về. Tào Tháo nhân cơ hội đó thực hiện kế phản gián, khiến Mã Siêu đánh nhau Hàn Toại. Nhân lúc quân Tây Lương rối loạn, Tào Tháo phản công, đánh bại Mã Siêu. Mã Siêu cùng Bàng Đức, Mã Đại với hơn ba mươi kỵ binh đột phá vòng vây chạy thoát.

### Đại chiến Trương Phi
Năm 213, Mã Siêu trốn về Lũng Tây rồi đem quân đánh chiếm Ký Thành. Mã Siêu trọng dụng Dương Phụ là tướng cũ của Ký Thành. Sau đó, Dương Phụ bất ngờ đánh úp Mã Siêu, lại gặp Hạ Hầu Uyên trợ giúp Dương Phụ nên Mã Siêu chống cự không lại, cùng Bàng Đức, Mã Đại đến Hán Trung đầu hàng Trương Lỗ.
Trong cuộc chiến này mặc dù thất bại nhưng Mã Siêu cũng được La Quán Trung tái hiện như một vị tướng dũng mãnh và có phần tàn nhẫn. Một mình ông trong một trận đánh đã giết chết cả bảy anh em của Dương Phụ khi họ xúm vào vây đánh ông, đâm bị thương Dương Phụ đến năm vết.

Năm 214, Mã Siêu cùng Bàng Đức, Mã Đại trốn thoát đến Hán Trung đầu hàng Trương Lỗ. Sau đó, Lưu Chương là thứ sử Ích Châu cầu cứu Trương Lỗ giúp đánh Lưu Bị khi ông này đưa quân vào Xuyên, đe dọa cơ đồ của Lưu Chương.

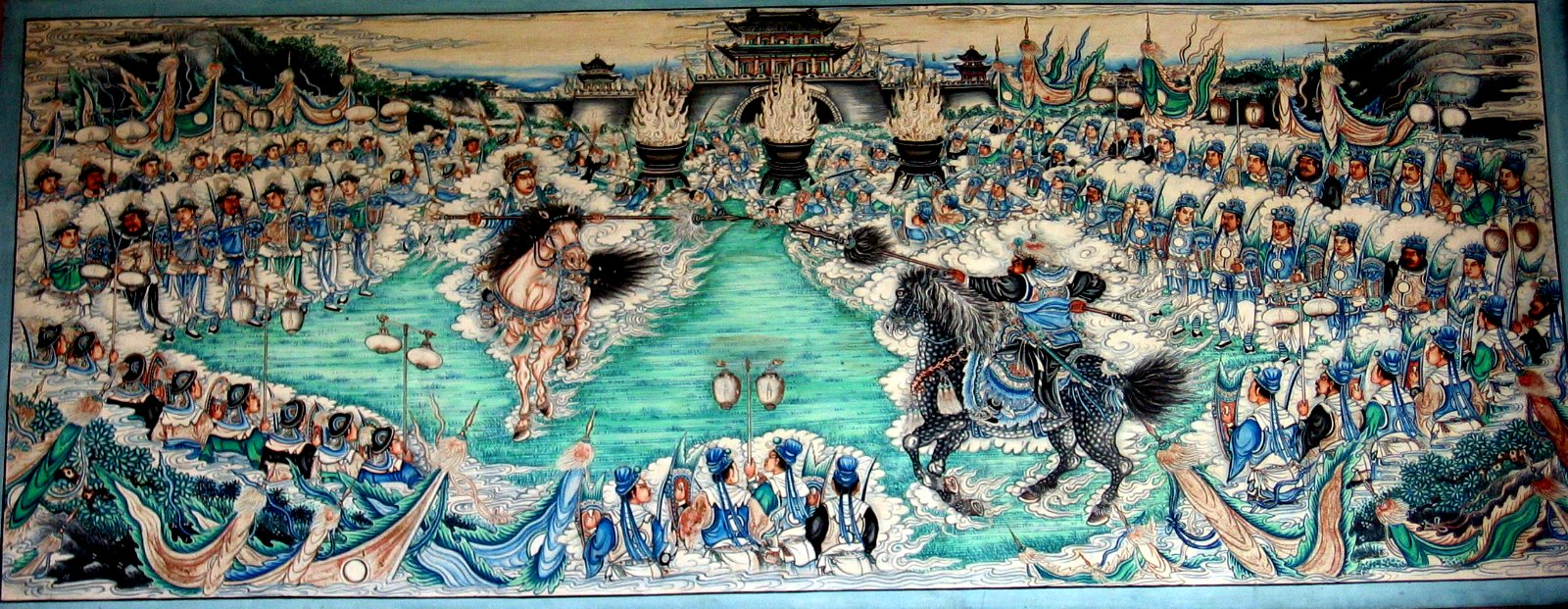
Mã Siêu và Trương Phi đại chiến tại Hà Manh Quan

Theo đó, Trương Lỗ đã giao hai vạn quân cho Mã Siêu tiến vào Tây Xuyên để giải vây cho Lưu Chương. Mã Siêu tiến đến ải Hà Manh và đã kịch chiến một trận quyết liệt với Trương Phi tại đây, hai bên đã đấu hơn hai trăm ba mươi hiệp, từ trưa đến chiều tối mà vẫn bất phân thắng bại. Lưu Bị nhiều lần phải thốt lên biểu thị sự cảm phục đối với Mã Siêu và có lòng muốn thu phục viên tướng này.
Gia Cát Lượng bèn lên kế sai người đem nhiều vàng bạc để mua chuộc Dương Tùng gièm pha Mã Siêu khiến cho Trương Lỗ lệnh cho Mã Siêu lập tức lui binh. Nhưng một khi sự việc chưa thành, Mã Siêu nhất định không chịu quay về, Trương Lỗ đã mấy lần sai sứ giả mang quân lệnh đến nhưng Mã Siêu đều tìm cách chối từ. Nhân việc đó Dương Tùng gièm pha với Trương Lỗ là Mã Siêu có ý làm phản. Trương Lỗ nghe lời xúc xiểm của Dương Tùng sai Dương Vệ đóng chặt cổng thành đề phòng Mã Siêu làm phản, hơn nữa cũng nghe lời Dương Tùng sai người đến đặt điều kiện với Mã Siêu, hạn định trong một tháng phải làm được ba việc: một là phải lấy được Tây Xuyên, hai là, phải lấy thủ cấp của Lưu Chương, ba là, phải đánh đuổi được đại quân Kinh Châu.
Không còn cách nào khác Mã Siêu đành phải lui binh. Nhưng khi đến cổng thành biên giới, Trương Vệ dứt khoát không mở cổng thành cho vào vì nghe Dương Tùng phao tin rằng Mã Siêu có ý làm phản. Lúc này Mã Siêu trong hoàn cảnh tiến thoái lưỡng nan, Gia Cát Lượng phái Lý Khôi trước đây đã có quan hệ với Mã Siêu, đến gặp Mã Siêu và thuyết phục được ông đầu quân cho Lưu Bị.
Hồi 65 có mô tả thêm: Có tin báo Mã Siêu mang quân đến cứu, hiện đã đến mé bắc thành rồi. Chương bấy giờ mới dám lên thành đứng xem, thấy Mã Siêu, Mã Đại ở dưới thành gọi to lên rằng: "Mời Lưu Quý Ngọc ra đây nói chuyện". Chương đứng trên thành hỏi xuống. Siêu trỏ roi lên bảo rằng: "Ta vốn phụng mệnh Trương Lỗ lại cứu Ích Châu. Nhưng không ngờ Trương Lỗ nghe lời Dương Tùng dèm pha, muốn hại ta, nên ta đã theo về với Lưu hoàng thúc. Ông cũng nên nộp đất xin hàng, kẻo để nhân dân khổ sở. Nếu còn mê hoặc thì ta đánh thành đây!". Lưu Chương nghe xong, mặt xám như gió, khí uất đầy ruột, ngã quay xuống mặt thành.

### Một trong "Ngũ Hổ Tướng"
Năm 214, Mã Siêu nhận lệnh của Trương Lỗ tiến đánh ải Hà Manh để cứu viện cho Lưu Chương đang bị Lưu Bị tấn công. Mã Siêu đến Hà Manh quan và có một trận giao phong tay đôi kịch liệt với Trương Phi, sau Lưu Bị nhờ Lý Khôi theo kế Khổng Minh đến dụ hàng Mã Siêu. Mã Siêu liền bằng lòng quy thuận, Lưu Bị đích thân đi đón rước, đãi vào bậc thượng tân. Cuối cùng, Mã Siêu đem quân đến Thành Đô, buộc Lưu Chương ra hàng, Lưu Bị chiếm được Ích Châu, phong Mã Siêu làm Bình Tây tướng quân thống lĩnh toàn bộ kị binh.
Năm 219, Lưu Bị chiếm Hán Trung và giao tranh với Tào Tháo, Gia Cát Lượng cử Mã Siêu (lúc này đang đóng quân ở Hạ Biện) cùng Ngụy Diên đem quân tấn công Tào Tháo khi ông ta đang đóng quân tại Hán Trung. Tam Quốc diễn nghĩa cũng kể dưới trướng Mã Siêu có tướng Ngô Lan và Nhâm Quỳ, hai tướng vì ham lập công đánh Tào nên đã bị Tào Hồng đánh bại. Mã Siêu trách phạt, đồng thời ra lệnh quân sĩ giữ chặt cửa ải. Sau đó khi quân Thục tấn công quân Tào, trong trận này Mã Siêu đã lập công khi phối hợp với Ngụy Diên tập kích quân Tào Tháo và sau đó là cướp doanh trại của quân Tào.
Sau đó, Lưu Bị phong tước cho Mã Siêu, ông chính thức trở thành Ngũ hổ tướng, ngang hàng với Quan Vũ, Trương Phi, Triệu Vân, Hoàng Trung. Tiếp đến, sau khi được thăng chức Phiêu kỵ đại tướng quân, Mã Siêu được Gia Cát Lương cử cùng với Ngụy Diên trấn giữ Hán Trung, đề phòng quân Ngụy xâm nhập. Cũng trong thời gian này, Mã Siêu đã tố cáo và phá vỡ âm mưu làm phản của Bành Dạng, giành được sự tín nhiệm của triều đình.
Hồi 81, khi Lưu Bị chuẩn bị đánh Đông Ngô, ông sai thừa tướng là Gia Cát Lượng trông nom thái tử ở nhà giữ hai Xuyên và sai phiêu kỵ tướng quân Mã Siêu và em là Mã Đại hiệp trợ với trấn bắc tướng quân Nguỵ Diên giữ Hán Trung để địch quân Nguỵ.
Năm Kiến Hưng thứ nhất (223), mùa thu tháng tám, quân Phiên do Phiên vương Kha Tỵ Năng chỉ huy mười vạn quân Khương chiếm ải Tây Bình, uy hiếp nhà Thục, Gia Cát Lượng đã cho mang hịch ra sai Mã Siêu giữ vững cửa ải Tây Bình, mai phục bốn đạo quân tinh nhuệ, hàng ngày luân phiên nhau chống cự. 
Mã Siêu vốn gốc tích ở Tây Xuyên xưa nay được lòng người Tây Khương lắm, ở đấy họ gọi Mã Siêu là thần oai thiên tướng quân. Quân Tây Phiên ra cửa Tây Bình, thấy có Mã Siêu, vội vã rút lui. Biên giới phía Tây của nhà Thục được giữ vững.
Khi Khổng Minh Gia Cát Lượng thắng lợi trở về trong chiến dịch bình Mạnh Hoạch thì nghe tin Mã Siêu mất, ông ta "thương tiếc lắm, khác nào gãy mất cánh tay". Sau Khổng Minh mang quân đến Miện Dương, qua mộ Mã Siêu liền sai Mã Đại mặc đồ tang rồi thân vào tế bái. Đoạn về trại, bàn định việc tiến quân.

## Trong văn hóa đại chúng
Bên cạnh sử sách và tác phẩm kinh điển Tam Quốc diễn nghĩa, hình ảnh của Mã Siêu còn được công chúng biết đến thông qua các phương tiện thông tin đại chúng như truyền hình, ca kịch, trò chơi điện tử và truyện tranh.

### Truyền hình, cải lương
Hình ảnh của Mã Siêu được tái hiện qua nhiều bộ phim truyền hình dài tập của Đài truyền hình Trung ương Trung Quốc như: Tam Quốc diễn nghĩa (1994) và Tam Quốc (2010). Trong bộ phim truyền hình Tam Quốc diễn nghĩa (1994), hình ảnh của Mã Siêu (do diễn viên An Á Bình thủ vai) được tái hiện khá giống với nguyên tác. Trong Tam quốc (2010) hình ảnh của Mã Siêu (do diễn viên Trần Dịch Lâm thủ vai) được làm mới với mô típ của một chiến binh hoang dã hơn là một tướng quân trẻ tuổi.
Ở Việt Nam, hình ảnh của Mã Siêu cũng được tái hiện qua các vỡ cải lương như "Mã Siêu báo phụ thù" của đoàn cải lương Minh Tơ vào năm 1989, với sự góp mặt của tài tử Vũ Linh (trong vai Mã Siêu), Kim Tử Long (trong vai Đổng Thừa), Tài Linh (trong vai Lý Tiểu Oanh), Chí Linh... Vở cải lương này cũng được giới thiệu đến đông đảo công chúng và sau đó được tái bản và biểu diễn nhiều lần.

### Trò chơi điện tử

Mã Siêu trong trò chơi Dynasty Warriors

Mã Siêu cũng là hình mẫu của các nhân vật trong các trò chơi điện tử đa dạng lấy bối cảnh thời Tam Quốc.
Trò chơi đầu tiên có sự xuất hiện của Mã Siêu là trò Destiny of an Emperor (DoaE) trên hệ máy Nintendo (NES) của hãng Capcom ở Nhật Bản. Người chơi ở Việt Nam thường gọi dân dã là Tam Quốc chí. Đây là game theo thể loại hành động, nhập vai hay đi cảnh. Trong Game này, Mã Siêu được xây dựng là một nhân vật có ngoại hình hoàn toàn khác với Tam Quốc diễn nghĩa như: trọc đầu, râu ria xồm xoàm, mặc áo giáp đen, bào xanh, tay cầm dao….
Một trò chơi điện tử khác của Đài Loan là Sango Fighter trên hệ máy PS thì Mã Siêu cũng được tái hiện.
Trò chơi khác khá nổi tiếng là trò Dragon Throne – Battle of Red Cliff. Đây là trò chơi trên máy tính cá nhân và theo thể loại chiến thuật, dàn trận. Trong Game này, Mã Siêu được thiết kế giống với nguyên tác với khuôn mặt tuấn tú, áo giáp và mũ đặc trưng của Trung Hoa. Nhân vật này xuất hiện trong ba màn, tuy nhiên người chơi chỉ có thể điều khiển được nhân vật này ở màn "Occupie HanZhong".
Một trò chơi nổi tiếng khác có xuất hiện Mã Siêu là mộtloạt seri game Dynasty Warriors của hãng Koei ở Nhật Bản. Đây là trò chơi trên hệ máy Play Stations (PS) với thể loại là Game hành động, nhập vai. Trong Game này, Mã Siêu xuất hiện từ phiên bản DW2 đến DW9 và Orochi Warriors. Hình ảnh của ông được miêu tả một cách phù hợp với Tam Quốc diễn nghĩa và có những đường nét cách tân hiện đại.
Trong Game này, Mã Siêu được xây dựng là một chàng thanh niên ở tuổi 20, có dung mạo tuyệt đẹp và được trang bị một bộ áo giáp tinh xảo. Đòn đánh cơ bản là Hồi mã thương. Tuy vậy phiên bản DW6 thì có phần khác với các phiên bản trước đó. Mã Siêu được xây dựng như một chiến binh Châu Âu với mái tóc vàng rực, sử dụng một ngọn thương vàng nhưng đòn đánh thì trùng lắp với các nhân vật cầm thương (clone). Ở bản đặc biệt(DW6 Special) thì sử dụng thanh kiếm vàng cực to, có cốt truyện riêng. Phiên bản 7-9, quay lại dùng thương như xưa.
Ngoài ra các game như Tam Quốc phân tranh, DW online…. Đều xây dựng hình ảnh Mã Siêu theo nguyên tác Tam Quốc diễn nghĩa và có ảnh hưởng rõ rệt của Dynasty Warrior. Đồng thời trò chơi Kessen II cũng có tái hiện hình ảnh về ông
Trong truyện ăn theo Tam Quốc Diễn Nghĩa, Mã Siêu còn có một người em gái là Mã Vân Lục (tiếng Hán: 馬雲騄, phiên âm tiếng Anh: Ma Yunlu), sau này được gả cho danh tướng Triệu Vân, như vậy Mã Siêu là anh rể của Triệu Vân. Nhân vật hư cấu này cũng được đưa vào game của KOEI.

### Trong truyện tranh
Trong các truyện tranh về đề tài Tam Quốc, Mã Siêu cũng được đề cập đến trong các nội dung liên quan. Trong bộ truyện Tam Quốc chí của tác giả kiêm họa sĩ Hồng Kông Lý Chí Thanh, Mã Siêu được vẽ lại theo đúng với nguyên tác Tam Quốc diễn nghĩa, là một vị hổ tướng khôi vĩ, khoác bộ giáp oai vệ.
Một manga nổi tiếng của Nhật Bản về đề tài này là bộ truyện Chú bé rồng của tác giải Yoshito Yamahara cũng tái hiện hình ảnh của Mã Siêu. Trong bộ truyện này, Mã Siêu lần đầu xuất hiện ở Hứa Đô và đã có cuộc chạm trán với Kokichi, nhân vật chính của truyện. Ông được mô tả như một vị hổ tướng dũng mãnh, cao lớn, có tài cưỡi ngựa và có tuyệt chiêu múa đao nhanh như cánh quạt máy bay, đồng thời cũng là người mã thượng, vui tính.
Một bộ truyện khác của Trung Quốc cũng có đề cập về ông là Hỏa Phụng Liêu Nguyên (tên tiếng Anh là: The Ravages of Time) của tác giả Trần Mưu. Trong tác phẩm này, Mã Siêu xuất hiện trong trận đánh thành Trường An (theo cha là Mã Đằng vào kinh), ông được miêu tả là một thiếu niên trẻ tuổi, có sức mạnh vô địch, trên khuôn mặt có vẽ nhiều hoa văn đen trắng. Trong truyện này, ông cũng là người đã cứu Lã Bố khi ông này bị trúng phục kích trong một trấn đánh.